# Senyalització bilingüe

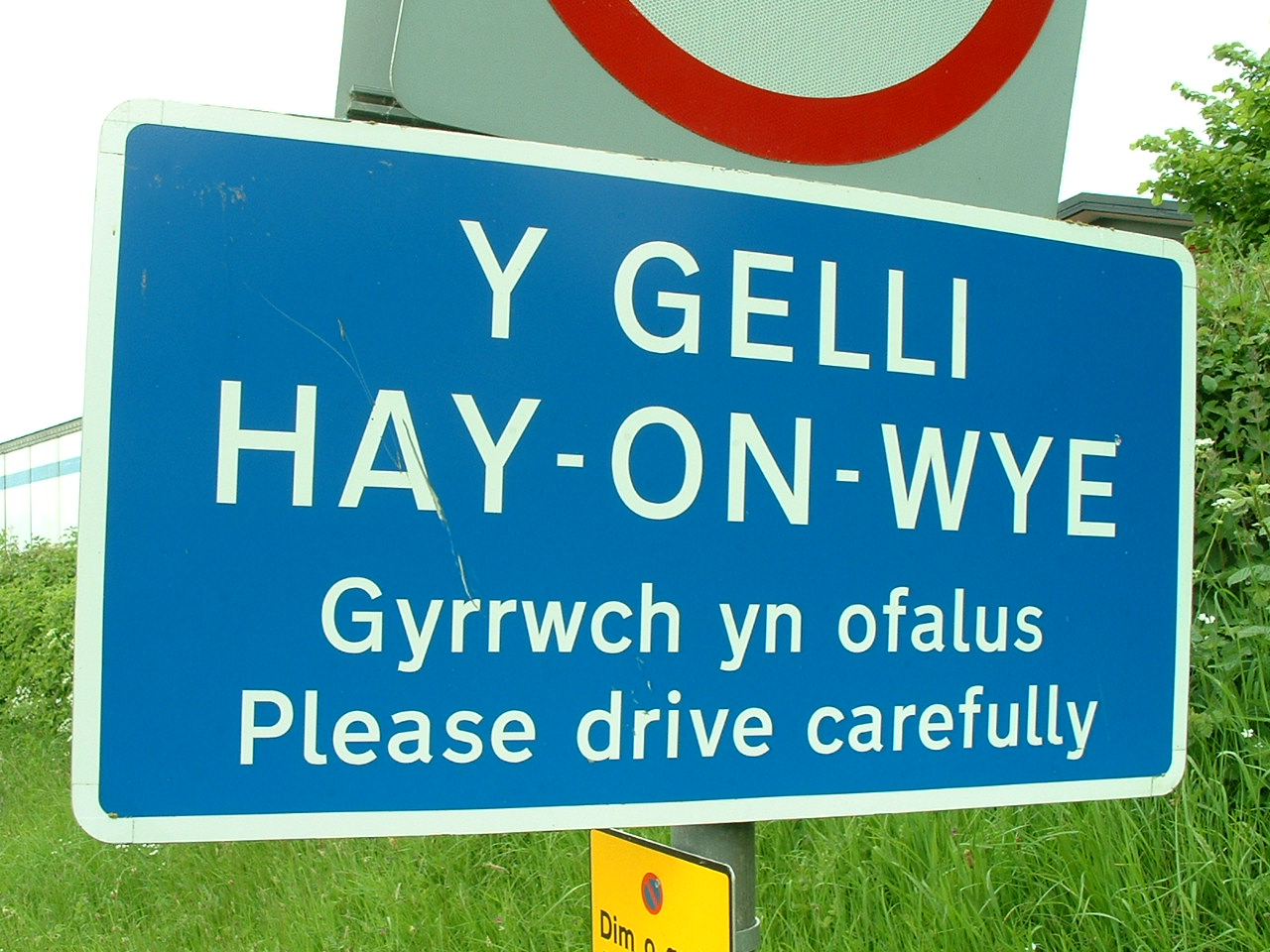
Senyal de trànsit bilingüe gal·lès-anglès a Hay-on-Wye (Gal·les).

La senyalització bilingüe o plurilingüe és la representació en senyals de trànsits d'inscripcions en més d'una llengua. La seva ocupació es restringeix a situacions específiques en les quals està vigent el bilingüisme administratiu (regions bilingües o frontereres) o hi ha un notable flux turístic o comercial (aeroports, estacions, ports, passos fronterers, ciutats turístiques, itineraris internacionals, seus d'autoritats internacionals).

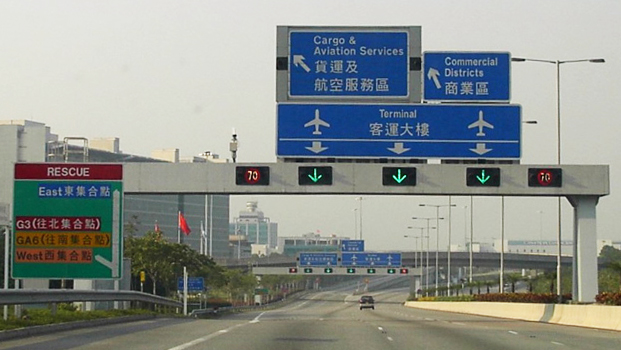
Senyalització bilingüe anglès-xinès a Hong Kong.

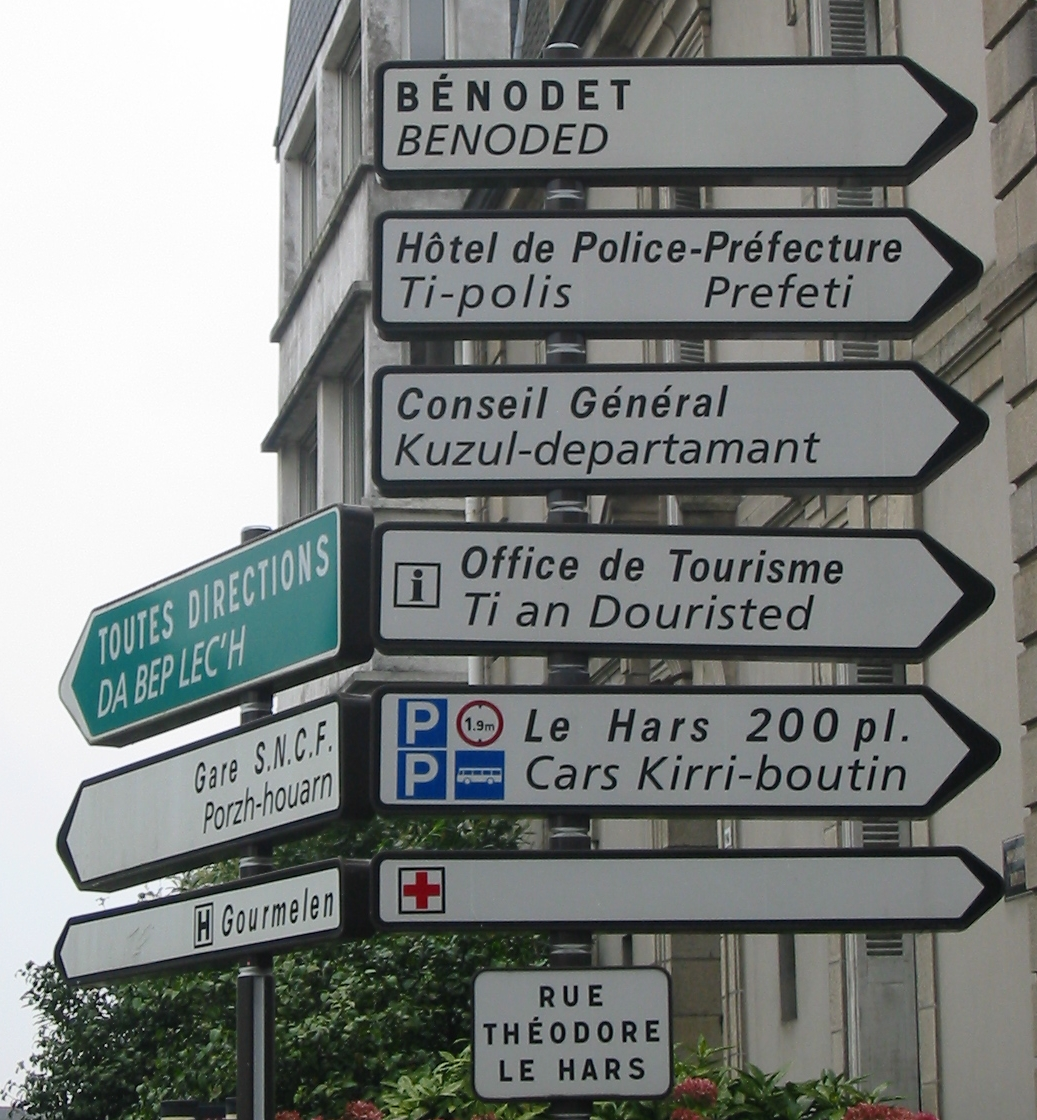
Senyalització bilingüe francès-bretó a Quimper (Bretanya).

En un sentit més extens, inclou, en les regions on les llengües tenen alfabets diferents al llatí, la transliteració dels topònims i l'eventual traducció dels texts complementaris (generalment a l'anglès o al francès). No obstant això, la tendència general sol ser la de substituir les informacions que haurien d'aparèixer en més d'una llengua (àdhuc en detriment de la llegibilitat del mateix senyal) per símbols i pictogrames estandarditzats internacionalment, representatius del contingut de la informació. L'ocupació de la senyalització bilingüe és potser el principal instrument simbòlic de percepció i institucionalització de la realitat bilingüe d'un territori.

## Problemes lligats a l'ús de la senyalització bilingüe

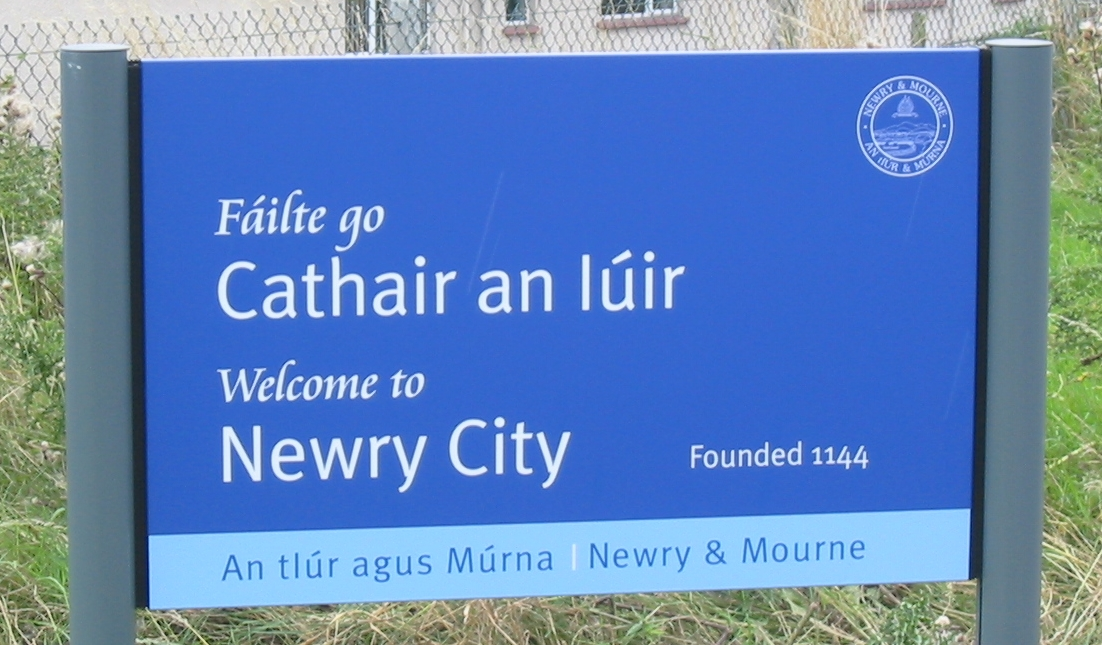
Senyal de benvinguda a Newry (Irlanda del Nord) en gaèlic i anglès.

L'ús de la senyalització bilingüe (o plurilingüe) en un territori requereix un notable esforç organitzatiu i de coordinació per les autoritats locals i presenta alhora avantatges i inconvenients. Entre els avantatges més destacats hi ha: 
- Es presenta molt útil a les regions frontereres, ja que determina una continuïtat comunicativa entre els països limítrofs;
- Reforça la percepció de la identitat i l'especificitat d'un lloc, ja que la senyalització bilingüe és el principal vehicle visual que reflecteix l'aprovació de l'oficialitat d'una llengua regional o minoritària en un territori;
- Obliga a una major ocupació de pictogrames de fàcil comprensió, i a un estudi més cuidat del disseny dels panells, a fi de contenir dintre de límits acceptables les informacions que han de transmetre's en més llengües i, al mateix temps, garantir una comprensió immediata;
- Incentiva la normalització ortogràfica dels topònims i les variants lingüístiques locals.

Entre els majors inconvenients que comporta la senyalització bilingüe podem destacar: 
- La duplicació dels textos, que pot engendrar problemes a la seguretat, doncs la percepció és més dificultosa, especialment si el disseny del senyal és pobre;
- La repetició dels textos complementaris, en el cas de les llengües regionals, d'informacions ja presents en la versió en l'idioma estatal i ja comprensible als usuaris;
- Problemàtiques diverses relatives a l'adequació de l'estàndard nacional a la situació bilingüe, a la coordinació de la oficialización dels topònims minoritaris i la normalització lingüística;
- Previsibles majors despeses amb relació a les majors dimensions dels panells de senyalització bilingüe.

Un estudi realitzat el 2000 per l'Institute for Transport Studies de la universitat de Leeds -per encàrrec de l'Assemblea Nacional de Gal·les- sobre si la senyalització bilingüe podia comprometre la seguretat viària (amb relació a l'augment de la quantitat de text) ha demostrat que en presència d'un correcte disseny gràfic no hi ha diferència cap significativa en el temps emprat pels conductors per a percebre les informacions d'un panell bilingüe.

## Senyalització viària bilingüe a Europa

### Catalunya
A Catalunya, atès que la gran majoria dels topònims oficials es troben en català (Girona, Lleida, etc.), és habitual trobar els senyals només en català.

### País Valencià
Al País Valencià, on gairebé tots els topònims oficials estan en valencià o no tenen denominació oficial, els senyals es troben en el segon cas, en el qual es mostra el topònim en ambdós idiomes, ja sigui primer valencià i després castellà o a l'inrevés.

### Espanya
A Espanya, són oficialment bilingües les comunitats autònomes de parla catalana (Catalunya, País Valencià i Illes Balears), basca (País Basc i part de Navarra) i gallega (Galícia). Segons la norma 8.1-IC de senyalització vertical (editada per la Direcció General de Carreteres), els noms propis de poblacions, províncies, punts característics, etc. seran sempre escrits en el topònim oficial.
En el cas que no hi hagi topònim oficial, s'escriu primer el topònim en la llengua autonòmica seguit d'una barra (/) i el topònim en castellà. Si es troben en dues línies, se situarà primer el nom en la llengua local, sota una línia horitzontal i, finalment, el topònim en castellà. No es fa distinció de tipografia entre ambdós idiomes. En el cas que el topònim oficial difereixi molt de la seva versió en castellà i en el Mapa Oficial de Carreteres figuri aquest últim, s'escriuen ambdós. Els noms comuns es pertoquen a la mateixa norma del cas en el qual no hi hagi topònims oficials, si bé han de ser substituïts per pictogrames.

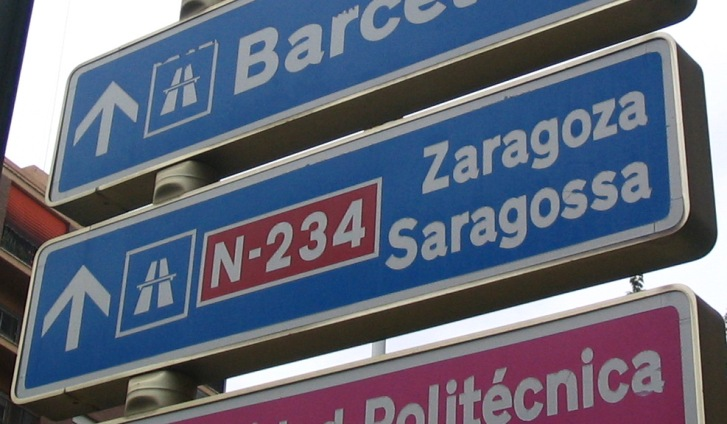
Senyal bilingüe (castellà i català) a València.

Senyals bilingües (euskera-castellà) habituals al País Basc i Navarra.

Qualsevol altre text indicatiu (només bus, desviament provisional, àrea de serveis, etc.) apareix sempre en castellà, segons el Reglament General de Circulació.

#### Galícia
A Galícia, la toponímia oficial és la gallega des de 1983 (A Coruña, Ourense, etc.). Les indicacions de direcció no són per tant bilingües, sinó unilingües.

#### Astúries

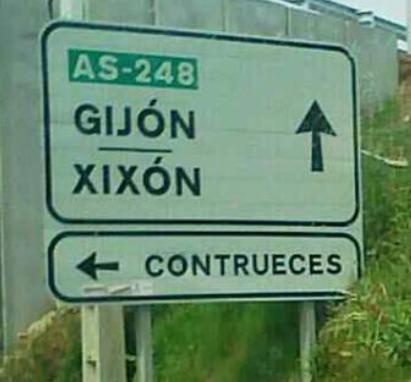
Senyalització bilingüe a Gijón.

Al Principat d'Astúries, tot i que l'asturià no té rangle d'oficialitat, s'està procedint a l'oficialització de la toponímia en l'idioma vernacle restant únicament bilingües aquells topònims amb gran difusió en castellà com Gijón/Xixón o Oviedo/Uviéu. Actualment hi ha una gran disparitat dintre de la comunitat autònoma, la senyalització bilingüe és comuna a la majoria de les carreteres de la xarxa autonòmica i a algunes localitats com Mieres o Sama es fa servir únicament l'asturià.

#### Aragó

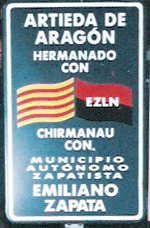
Cartell bilingüe castellà/aragonès a Artieda.

A Aragó, on tampoc són oficials aragonès i català s'està procedint a la senyalització bilingüe d'algunes carreteres als respectius dominis lingüístics, principalment a les comarques de la Foia d'Osca, Somontano de Barbastre i la Franja. Els cartells indicant topònims estan en castellà i aragonès o català (El Grado/Lo Grau, Almudévar/Almudébar, Bajo Aragón-Caspe/Baix Aragó-Casp).

#### Senyalització en àrab
En alguns trajectes força transitats pels passatgers del "Pas de l'Estret", com l'A-4, l'A-7 o l'A-2, es poden trobar senyals bilingües en àrab i espanyol, per a indicar les zones de descans i camins a prendre per a arribar a les zones portuàries amb destinació al Magrib, com Almeria i Algesires.

### País Basc del Sud
Al País Basc del Sud (Hego Euskal Herria / Hegoalde) administrativament Navarra i Euskadi es poden trobar cartells en basc i castellà:

#### Euskadi
A Euskadi, la senyalització es presenta heterogènia, cada vegada menys però amb certa presència encara d'antics senyals direccionals únicament en castellà (més rarament en castellà i euskera) i nous cartells bilingües en euskera i castellà, instal·lats per les autoritats locals amb resultats gràfics molt diferents. Amb el temps, els municipis han convertit la seva senyalització només en eusquera (especialment a Biscaia i Guipúscoa), mentre que ciutats com Vitòria o Sant Sebastià -donada la difícil comprensibilitat dels topònims bascos per als no bascoparlants- l'han mantingut bilingüe (amb doble denominació oficial en les dues llengües).
En els últims anys, el Govern Basc ha engegat iniciatives per a garantir una major uniformitat gràfica en els senyals bilingües: l'ocupació de la lletra majúscula per als noms propis de regions, comarques i municipis, l'ocupació de la minúscula per a noms comuns i serveis, la generalització del text bilingüe en euskera (dalt) i castellà (baix) amb equivalència gràfica entre les dues denominacions i l'ocupació de símbols o pictogrames de fàcil comprensió en el cas que la indicació estigui representada només en euskera.

#### Navarra
Només són cooficials els topònims en euskera a la zones bascòfona i mixta, definides per la Llei Foral del Basc de 1986. L'obligatorietat de la senyalització bilingüe en la zona mixta (en la qual viu la major part de la població) ha variat al llarg dels anys depenent del desenvolupament reglamentari d'aquesta llei, sent en qualsevol cas obligatòria a la zona bascòfona (terç septentrional).

### Itàlia
A Itàlia, sobre la base de l'art. 125 del Regolamento di Attuazione del Codice della Strada (DPR n. 495 del 16 de desembre de 1992) es preveu la possibilitat de senyalitzar en més d'una llengua a les zones oficialment bilingües, però per a garantir la llegibilitat, precisa que cap senyal pot contenir inscripcions en més de dues llengües. Els topònims tradicionals i d'ús local poden afegir-se als topònims oficials expressats en italià.
El 2003 va ser integrat el Codice della Strada (DLgs n. 285/1992) a l'art. 37.2 amb la introducció de la facultat dels ens locals per a utilitzar, en els senyals d'entrada i sortida de poblat, topònims en llengües regionals o idiomes locals presents en la zona de referència, a més de la seva denominació en llengua italiana.

#### Tirol del Sud

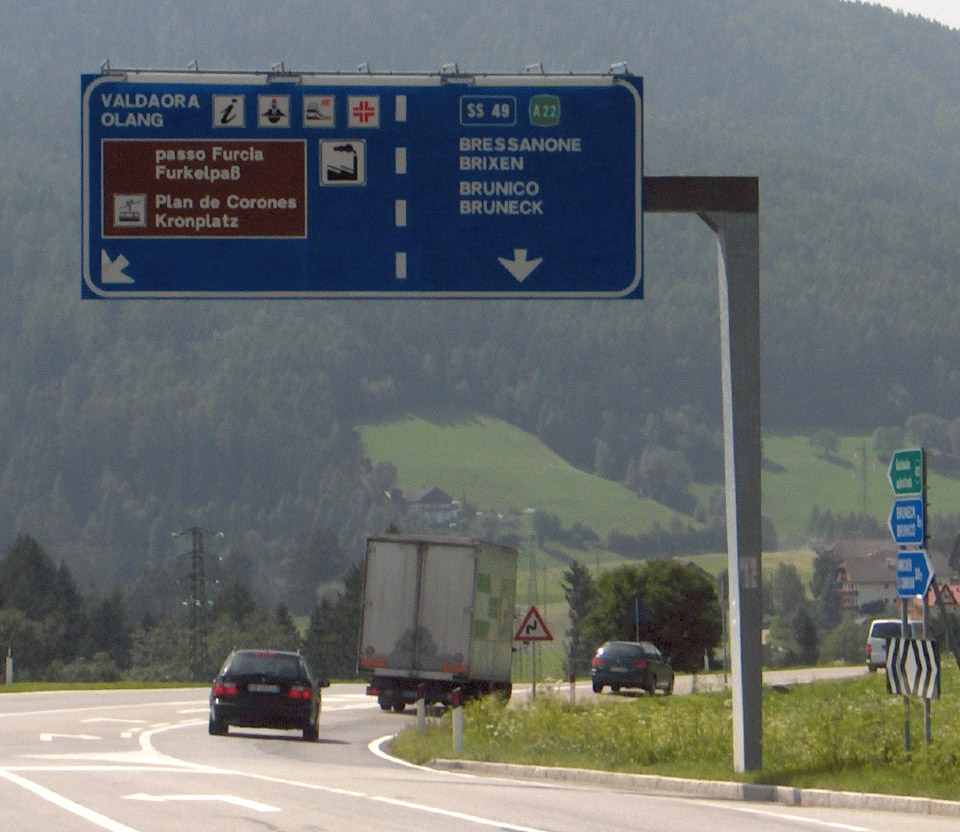
Senyalització bilingüe italià-alemany al Tirol del Sur.

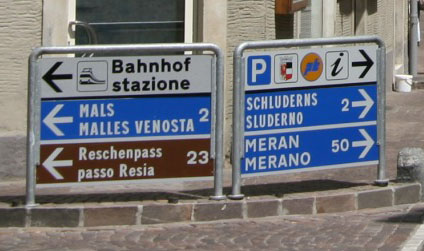
Senyals bilingües a Glurns.

Al Tirol del Sud (Província Autònoma de Bozen), on hi regeix un bilingüisme perfecte, els senyals són totalment bilingües, en italià i alemany. L'Estatut Especial de la Regió (que és Llei Constitucional) preveu a més en l'art. 11 coma 2 "(...) l'obligació del bilingüisme en el territori de la província de Bozen" i que entre les dues indicacions no hagi diferències d'importància (és a dir, que ambdues inscripcions estiguin amb el mateix tipus i grandària de lletra).
S'informa de la doble versió oficial dels topònims en els cartells d'indicació i localització i de tots els altres textos complementaris als senyals de tràfic. Habitualment, es fa servir l'ordre italià/alemany a les autopistes i en la ciutat de Bozen (per la seva majoria de parlants d'italià), mentre que en el territori restant (per la seva majoria de parlants d'alemany) la senyalització segueix l'ordre invers alemany/italià, incloses les carreteres estatals, en l'actualitat administrades per l'administració provincial (l'ordre era italià/alemany sota l'anterior gestió d'ANAS). Als senyals sud-tirolesos, d'un disseny particularment cuidat, es proporcionen informacions no redundants i es fa un ampli ús dels pictogrames, fent generalment uns senyals clars i homogeneïtzats segons les regles del Codice della Strada italià i les convencions internacionals.

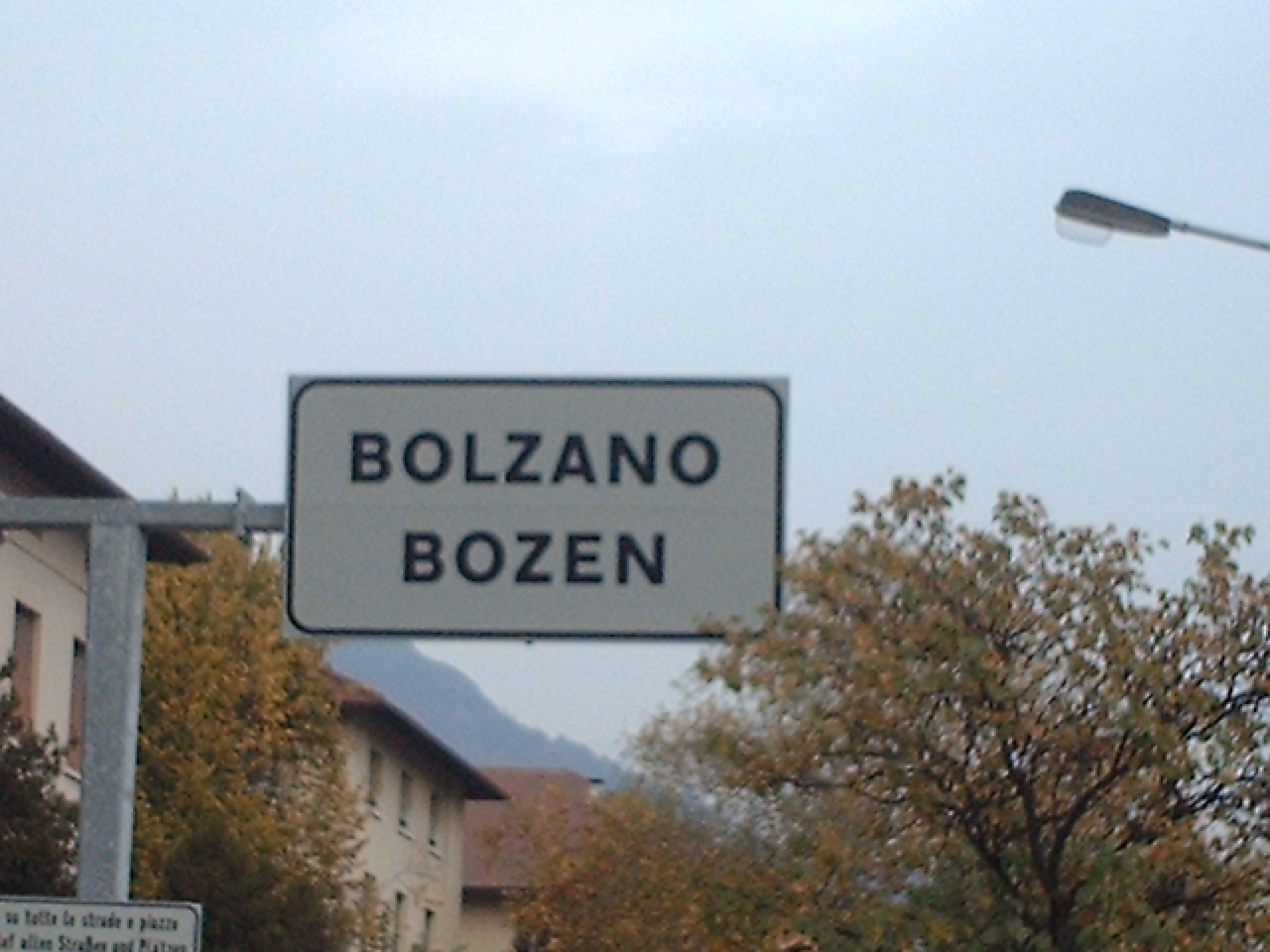
Senyal bilingüe a Bozen.

Als municipis de parla ladina del Tirol del Sud, la senyalització és trilingüe: ladí/alemany/italià (malgrat les indicacions contingudes en el Codice della Strada, esmentades anteriorment) per a les indicacions toponímiques, de localització i direcció, mentre que només és bilingüe en alemany i italià per als textos complementaris, i segueix els esquemes i tipologies utilitzades a la resta de la província. Als municipis ladins de la província de Trento, la senyalització és de costum bilingüe en italià i ladí, però està limitada a la toponímia en els cartells de localització i als de destinació a carreteres locals únicament. Els textos complementaris només solen aparèixer en italià.

#### Vall d'Aosta
A la Vall d'Aosta, on regeix el bilingüisme italià/francès, els topònims de les poblacions normalment apareixen en els senyals localització i destinació sota l'única forma oficial, en francès o francoprovençal (porten dècades en desús les seves versions italianes), amb l'excepció del municipi d'Aosta, que és l'únic que conserva la denominació bilingüe, així com algunes indicacions geogràfiques (forestes, passos, túnels, etc.). La senyalització complementària varia de la forma bilingüe a la unilingüe en italià.

#### Friül-Venècia Julia
|  |
|  |

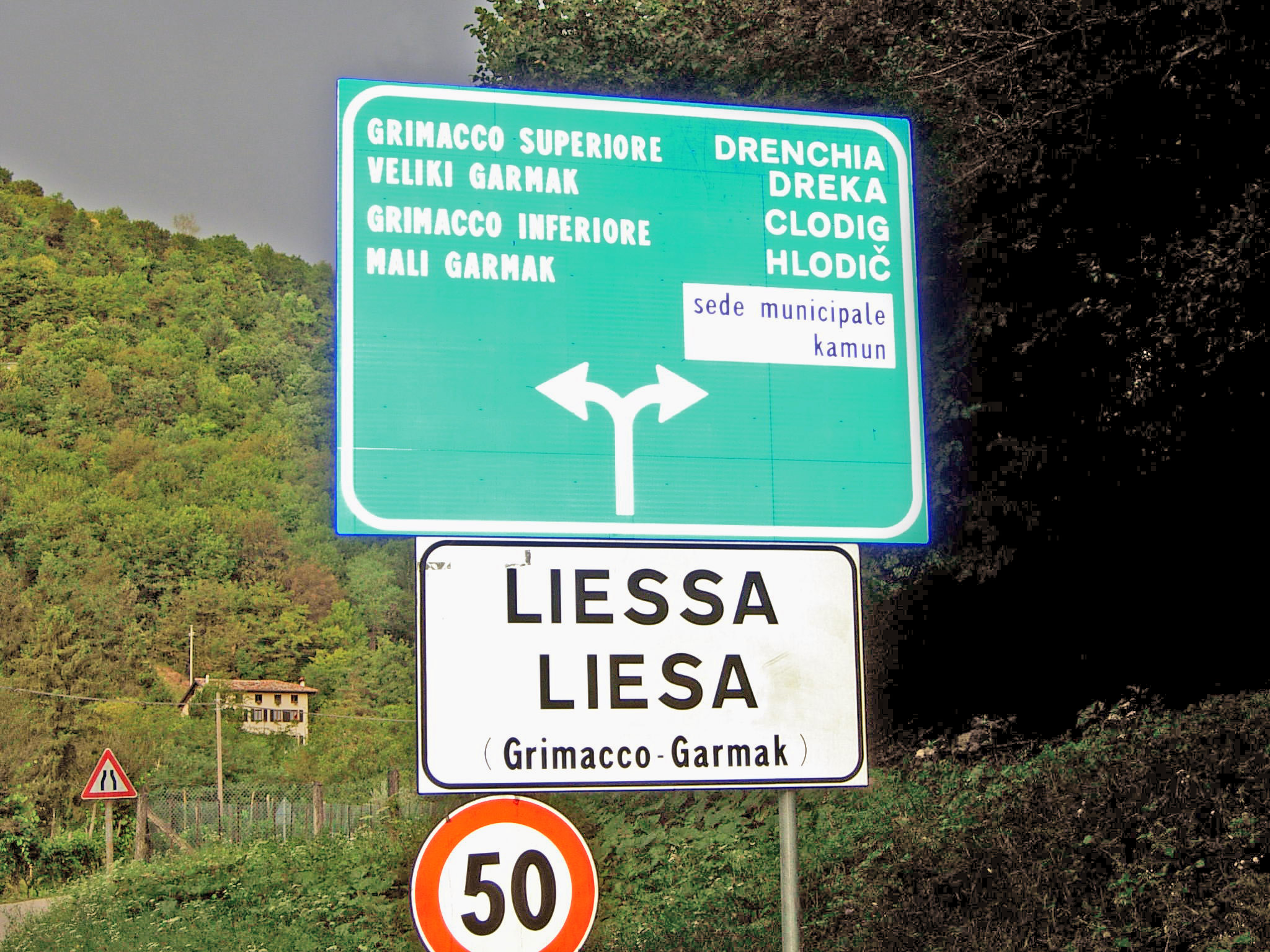
Senyal bilingüe italià-eslovè a Grimacco (Valls del Natisone).

Al Friül, l'ús del friülà és reconegut oficial per la normativa nacional (Llei 482/1999) i regionalment (Llei Regional n.15) i ha estat adoptat, particularment en les indicacions de localització dels municipis (prop del 40% del total). A més, en la xarxa viària de la província d'Udine està en curs un projecte de substitució de la senyalització de direcció amb indicacions en italià i friülà. També a la Província de Pordenone, en la franja que limita amb la Província d'Udine, molts municipis han col·locat cartells de localització (inici i fi de poblat) bilingües (per exemple: Poffabro/Pofavri al municipi de Frisanco). Els textos complementaris als senyals estan invariable i únicament en italià.
Al Friül-Venècia Júlia, a les províncies de Trieste i Gorizia, la senyalització és sempre present en els municipis i en les fraccions bilingües del Karst (Carso, en italià) presenta indicacions dobles en italià i eslovè en reconeixement de la minoria tutelada per acords internacionals. Els senyals de localització bilingües italià/eslovè (de vegades en la variant local) estan presents a més a la Província d'Udine, a la zona dels Valls del Natisone (també dita Benecija o Slavia Friulana) als municipis del comprensori de San Pietro al Natisone, encara que exclusivament en carreteres locals.

#### Sardenya

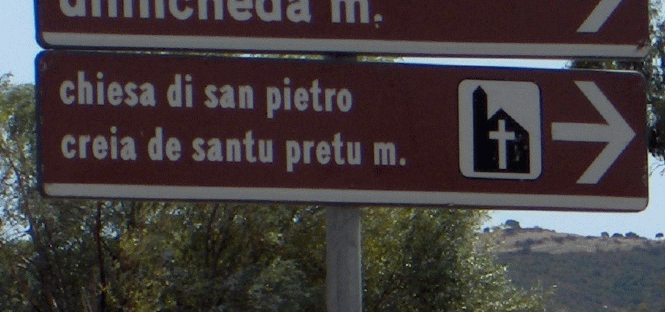
Senyalització local italià-sard a Sardenya.

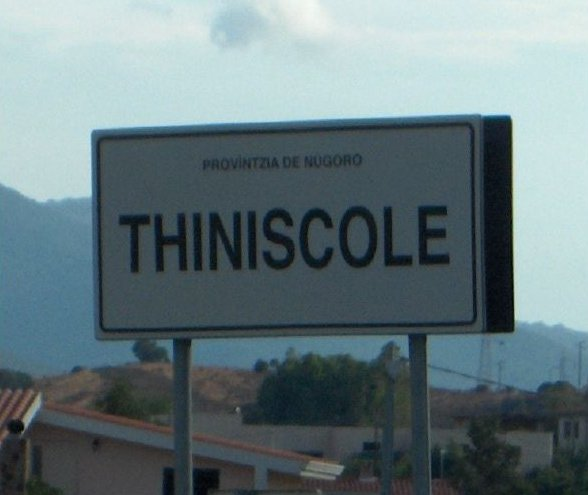
Senyalització del començament del municipi de Siniscola o Thiniscole (Sardenya).

També a Sardenya, l'ús del sard és reconegut oficialment per la normativa nacional (Llei 482/1999) i regional (Llei Regional n. 26 del 1997) però, mancant una toponímia estandarditzada (per ser nombrosíssims els microtopònims oficials que comporta la versió oficial sarda) i d'una regles d'ortografia unitària (només recentment la Regió ha adoptat experimentalment la Limba Sarda Comuna com llengua oficial per als actes de l'administració regional), no s'ha assumit cap iniciativa d'acord amb l'ANAS (acrònim d'Azienda Nazionale Autonoma delle Strade Statali) i les Províncies propietàries de les carreteres. A nivell local, són nombrosos els municipis que han adoptat en les carreteres locals cartells de localització i direcció bilingües en italià i sard, però amb resultats molt variats. A l'Alguer, illot lingüístic català, la toponímia del nucli antic és bilingüe en italià i català.

#### Piemont (valls occitanes)
A les valls occitanes del Piemont, tutelats per la llei nacional (Llei 482/1999), molts municipis s'han proveït de cartells de localització en italià i occità provençal, és el cas de Roccaforte Mondovì (Rucafuart), Caraglio (Caralh, es pronuncia Caraj) i Valdieri (Vaudier, es pronuncia Vudier) i en les relatives fraccions, fins i tot havent discussions i punts en disputa sobre la normalització ortogràfica de la variant local entre l'escriptura estàndard occitana i la transcripció italianitzada de la pronunciació local. En el territori estan presents esporàdicament cartells de direcció bilingües.

#### Altres regions
En altres regions, especialment al nord d'Itàlia (Piemont, Llombardia, Vènet) i en els municipis administrats per la Lliga Nord, moltes administracions han interpretat en sentit extens i de forma interessada les indicacions del Codice della Strada afegint, únicament en els cartells de localitat i localització (inici i fi de poblat), la dicció en la versió local sobre fons marró (com "indicació de tipus turístic", normalitzada per l'art. 39 del Reglament). Diversos exemples d'aquest tipus són presents a Novara (Nuàra), a Brianza, a Cambiago i a Barlassina (Barlasìna), en bergamasc a Bèrgam (Bèrghem, eliminat successivament al canvi de la Junta), Seriate (Seriat), Albano Sant'Alessandro (Albà), Trescore Balneario (Trescùr), Costa Volpino (Costa Ulpì) i Albino (Albì), amb resultats molt variats des del punt de vista del disseny gràfic i de la uniformitat ortogràfica.
Cal precisar que l'art. 131 del Reglament prohibeix afegir al nom de la localitat altra inscripcions, ni posar sota el senyal altres escrits fins i tot encara que estiguessin en un panell addicional però tal regla s'incompleix sistemàticament no només pels topònims locals sinó també per altres inscripcions (tan diverses com a Municipi desnuclearitzat, per la Pau o Control electrònic de la velocitat). Al municipi de Livigno (Sondrio) zona franca fronterera amb Suïssa, la senyalització viària està completament en italià però les plaques dels noms dels carrers estan oficial i exclusivament en el dialecte local (un llombard amb forta influència romanx): Piazza dal Comuna, Via dala Gesa, Via Saròch. El mateix ocorre a Venècia amb les denominacions en venecià. A Ancona, en els voltants del port, el senyal és bilingüe en italià i grec, per la quantitat de ferris d'anada cap a Grècia.

### França

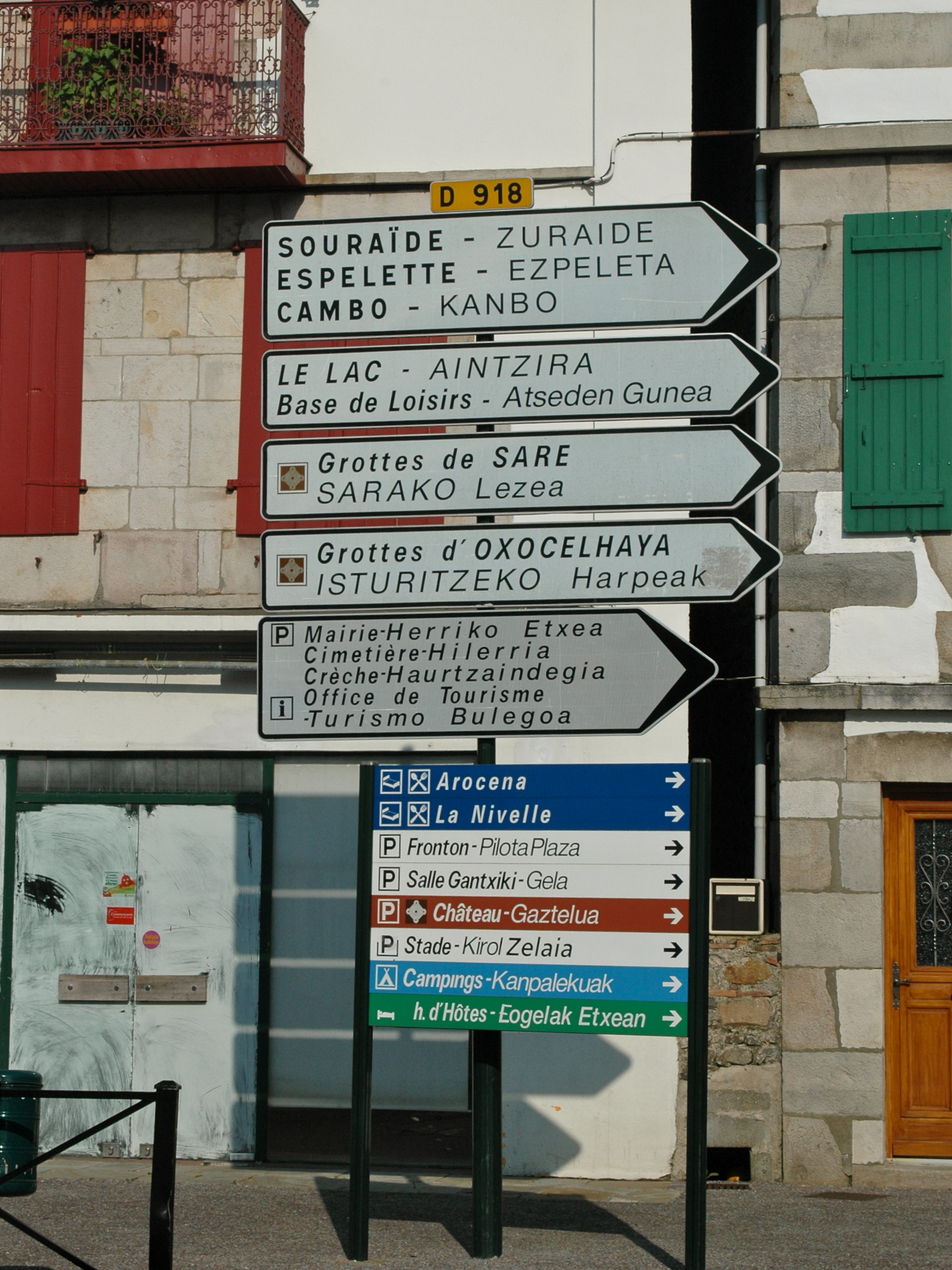
Senyalització bilingüe en francès i euskera a Saint-Pée-sur-Nivelle/Senpere (Iparralde/País Basc del Nord).

La senyalització bilingüe es fa servir en les regions bilingües, però està limitada a les indicacions toponímiques de localització i adreça, llevat dels textos complementaris dels senyals, que apareixen rigorosament en francès. El text en la segona llengua normalment ve escrit amb un caràcter de la mateixa dimensió i tipografia, però en cursiva, el que fa més fàcil la distinció entre les dues llengües i millora la claredat del senyal.

#### País Basc del Nord
Al País Basc del Nord (Ipar Euskal Herria / Iparralde), administrativament departament dels Pirineus Atlàntics (regió del Nouvelle-Aquitaine) es poden trobar cartells en francès i basc.

#### Bretanya

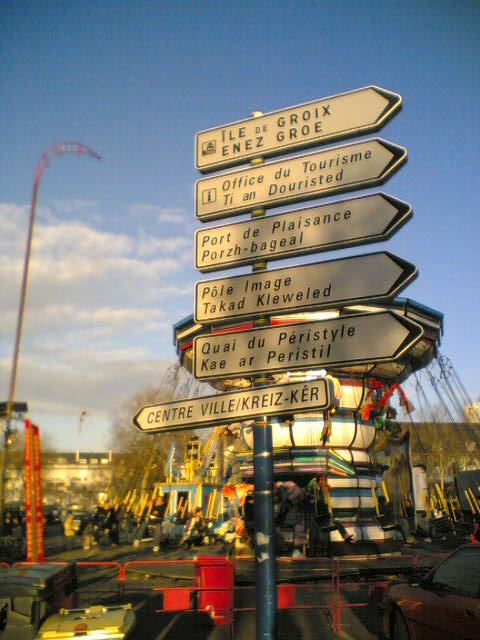
Senyalització bilingüe en francès i bretó a Bretanya.

A Bretanya, els senyals de localització i direcció sovint són bilingües en francès i bretó, particularment en la zona occidental on la llengua bretona roman viva. Als departaments de Finisterre, Costes d'Armor i Morbihan han generalitzat l'ús de la senyalització bilingüe en les carreteres departamentales i locals, com bé exemplifiquen les municipis de Guingamp, Lorient, Pluguffan, Quimper, Spézet i, en part, Brest. A l'entrada de moltes poblacions apareixen dos cartells amb el topònim en les dues llengües (p. ex.: Quimper/Kemper o Bouée/Bozeg, fins i tot fora de l'actual domini lingüístic bretó: Rennes/Roazhon). Aquesta senyalització s'estén a les carreteres departamentals i les que indiquen el límit d'un departament (Département du Finistère/Departamant Penn-ar-Bed), els cartells de preavís i indicació, les indicacions geogràfiques (rius, etc.), i exceptuant les indicacions complementàries, que només apareixen en francès. Com en altres regions franceses, normalment s'usen caràcters en cursiva per al bretó, malgrat que la "Ofis ar Brezhoneg" recomana emprar el mateix tipus de caràcter tipogràfic per a les dues llengües. En gran part de les localitats petites, el topònim francès coincideix amb el bretó. Malgrat tot, els senyals bilingües únicament en francès estan molt presents, en particular a les carreteres nacionals (estatals).

#### Alsàcia
A Alsàcia, on la població parla un dialecte germànic, els topònims de les localitats petites normalment són d'origen alemany (amb alguna adaptació ortogràfica francesa). No obstant això, només és oficial la llengua francesa, en la qual s'escriuen tots els senyals verticals. En el nucli antic d'Estrasburg algunes denominacions de carrers es presenten en la doble forma francesa i alemanya, encara que només la primera té valor oficial.

#### Occitània

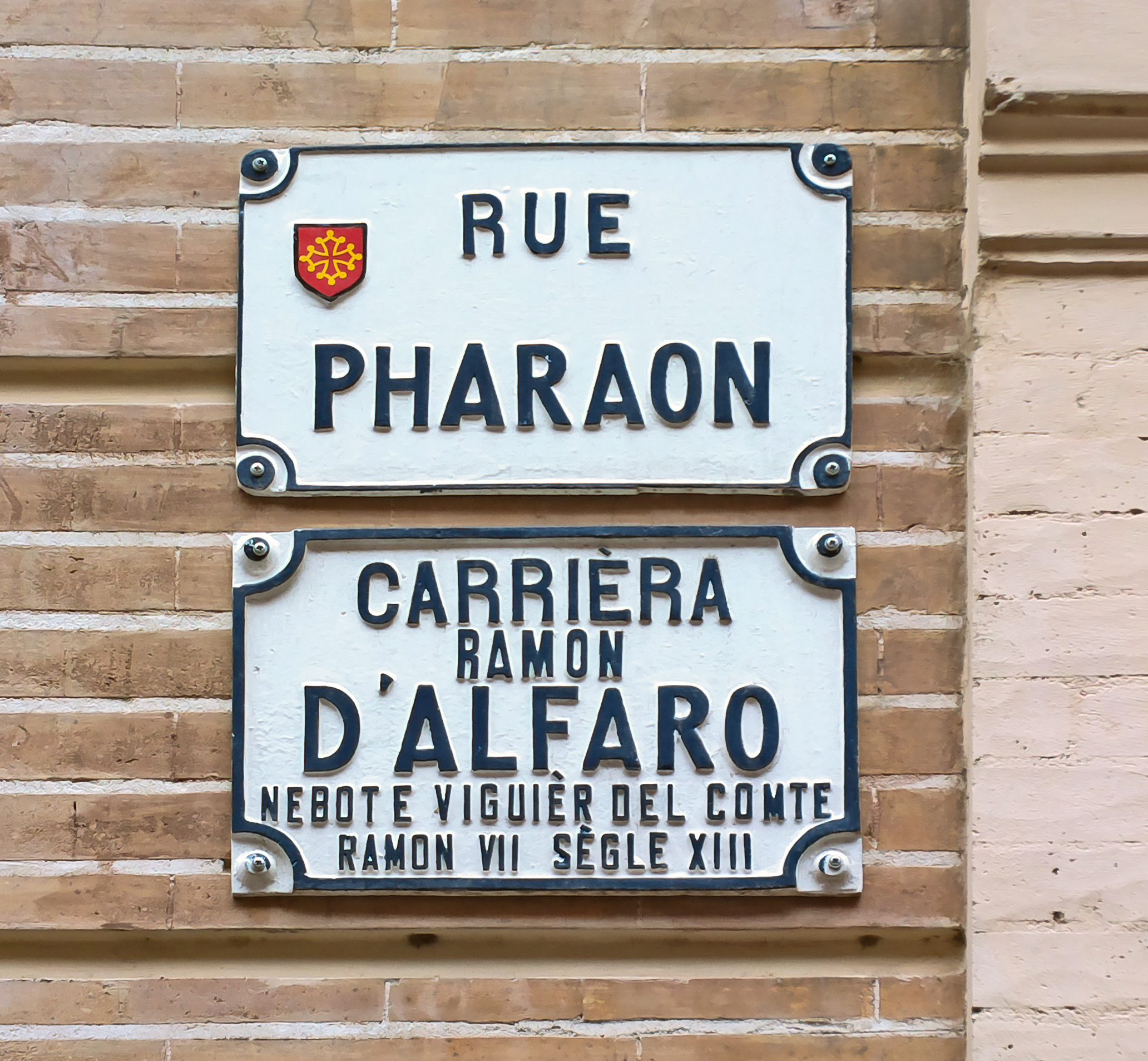
Un cartel bilingüe (francès i occità) d'una plaça del centre de Tolosa de Llenguadoc.

A alguns municipis d'Occitània, les denominacions de les vies als nucli antic (més rarament els senyals de localització) apareixen en francès i en la variant local de l'occità, i també la referència al nom anterior, quan escaigui. Per exemple, a Niça apareixen en francès i en niçard les indicacions d'inici i fi de poblat (Nice/Nissa) i la denominació dels carrers del nucli antic (rue Sainte Marie/Carrera Santa Maria, Quai des États-Unis/Riba dou Miejou). No obstant això, la toponímia oficial és exclusivament la francesa i la senyalització viària d'adreça és exclusivament en francès. També en el limítrof Principat de Mònaco, i només en el nucli antic (Rocca) la denominació dels carrers es presenta en francès (llengua oficial) i monegasc, dialecte lígur amb influències occitanes avui gairebé extingit (ex. rue central/carruyu de mezu).

#### Còrsega

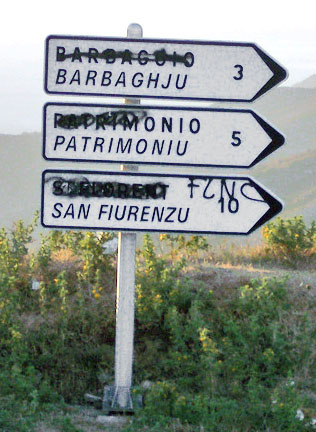
Senyal bilingüe vora Bastia, amb la versió en francès tatxada.

A Còrsega, els senyals de localització i direcció són bilingües (francès/cors) en tot el territori regional (encara que la gairebé totalitat dels topònims oficials francesos provenen de l'italià), incloses les carreteres nacionals i departamentales (Ajaccio/Aiacciu, Corte/Corti, Porto-Vecchio/Porti-Vechju, Sartene/Sartè, Bonifacio/Bunifaziu), amb un notable grau d'uniformitat. En vies locals, alguns municipis, particularment en les zones interiors, han adoptat cartells de direcció únicament en cors. Els noms dels carrers i els cartells de serveis, en canvi, estan exclusivament en francès.

#### Catalunya del Nord
A la Catalunya del Nord, administrativament departament dels Pirineus Orientals (regió del Llenguadoc-Rosselló) es poden trobar cartells en francès i català.

### Gran Bretanya

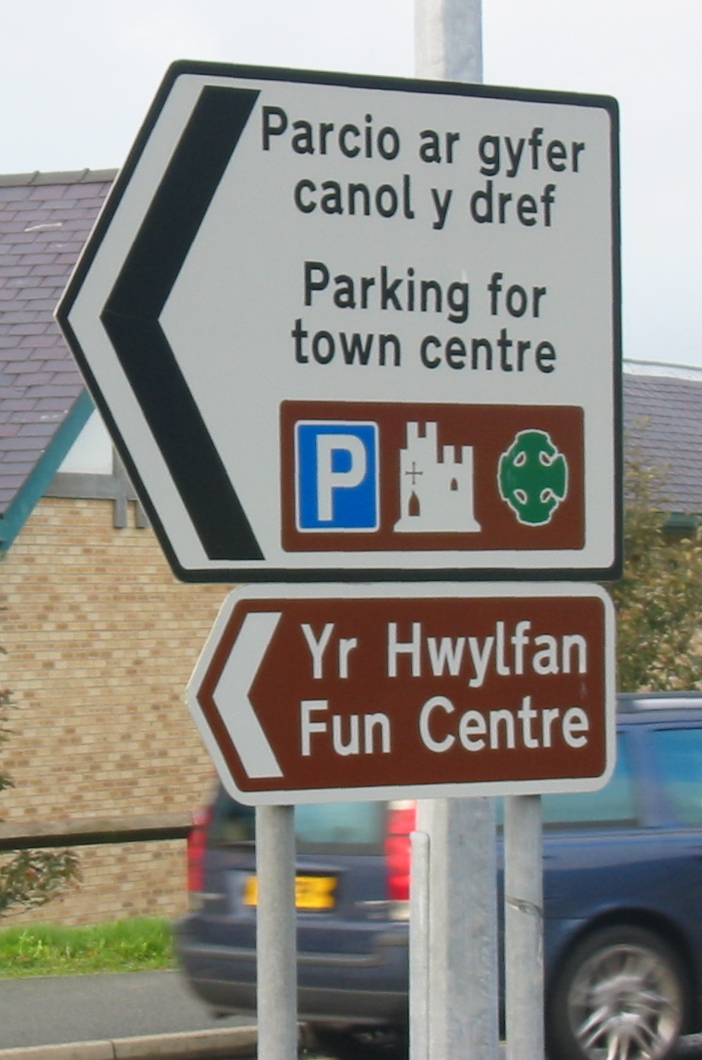
Senyal bilingüe gal·lès/anglès a Caernarfon.

A la Gran Bretanya, la senyalització bilingüe es fa servir a Gal·les i a la part nord-occidental d'Escòcia.
A Gal·les, s'utilitza la senyalització bilingüe anglès/gal·lès arreu del territori gal·lès referent a senyals de localització i direcció. Les versions locals normalment utilitzen el mateix tipus de caràcter emprat per a la versió anglesa, sense diferències de grandària ni de color. Moltes indicacions locals (noms de vies, etc.), no obstant això, s'indiquen només en anglès. En la xarxa viària, la preferència per la llengua anglesa o gal·lesa depèn de la llengua escollida per l'ens propietari del carrer. Normalment, en el sud de Gal·les les indicacions apareixen principalment en l'ordre anglès/gal·lès, mentre que al nord segueixen l'ordre gal·lès/anglès. A diversos municipis del nord només és oficial la denominació de les vies en gal·lès.

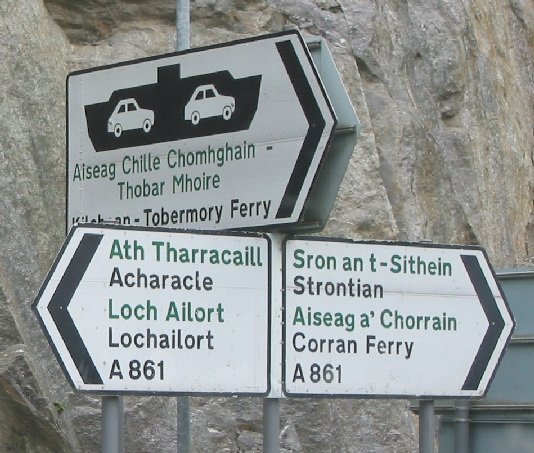
Senyalització bilingüe en gaèlic escocès i anglès als Highlands escocesos.

A Escòcia, des de fa alguns anys, es fa servir an les Illes Hèbrides (on s'ha substituït oficialment l'anglès en la toponímia) i en la franja nord-occidental de la regió (Scottish Highlands a efecte del Gaelic Names Scotland Act de 1997), on encara roman viu el gaèlic escocès. Les indicacions venen primer en gaèlic escocès (en color verd fosc) i per sota en anglès, amb el mateix caràcter i dimensió, però en color negre. A més, existeixen senyals bilingües anglès/francès i milles/km (Gran Bretanya encara utilitza el Sistema imperial als senyals de trànsit, fins i tot encara que l'oficial sigui ja el Sistema mètric decimal) que s'utilitzen a Dover (Anglaterra) en els trams terminals dels itineraris principals que conduïxen a França (port, Eurotúnel).

### Irlanda

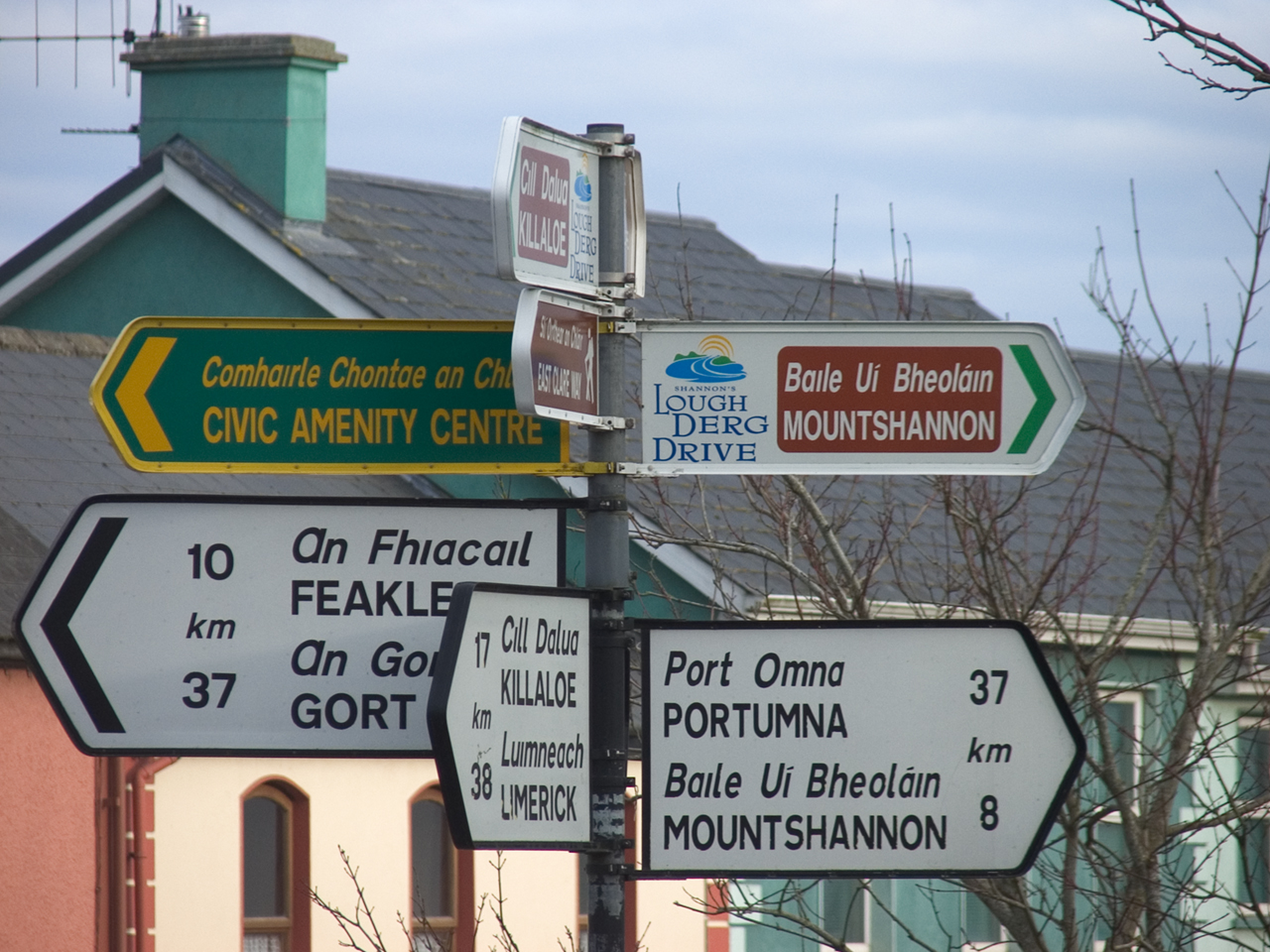
Senyals bilingües irlandeses, en gaèlic i anglès.

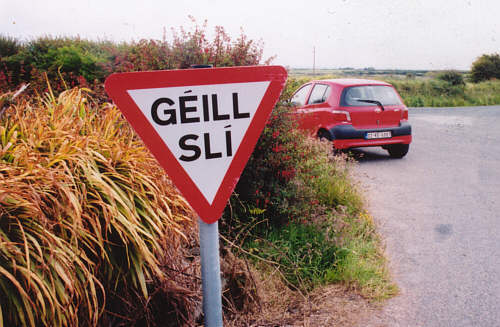
Senyal gaèlica de cedeix el pas

A Irlanda, és oficial el bilingüisme anglès/gaèlic irlandès arreu del territori nacional, encara que la llengua local només és utilitzada extensament per la població en una zona limitada en la costa occidental de l'illa (Gaeltacht). Els senyals d'indicació fora d'aquesta zona són bilingües i segueixen l'esquema de les seves homònimes britàniques (excepte els cartells de perill, que són de tipus americà, un rombe groc). Per a facilitar la distinció, les indicacions s'escriuen primer (encimbella) en gaèlic en lletres cursives (i en minúscula) i per sota en anglès (en majúscula).
Als cartells antics l'ordre sempre era gaèlic/anglès, però el text en gaélico estava escrit en caràcters cèltics majúsculs. A la zona Gaeltacht, on els senyals estan exclusivament en llengua gaélica, està en curs des de 2005 un procés per a fer oficials solament els topònims gaèlics i convertir gradualment els actuals senyals bilingües a senyals amb text només en gaèlic (p. ex. el text Géill Slí en els senyals de cedeix el pas)

### Alemanya

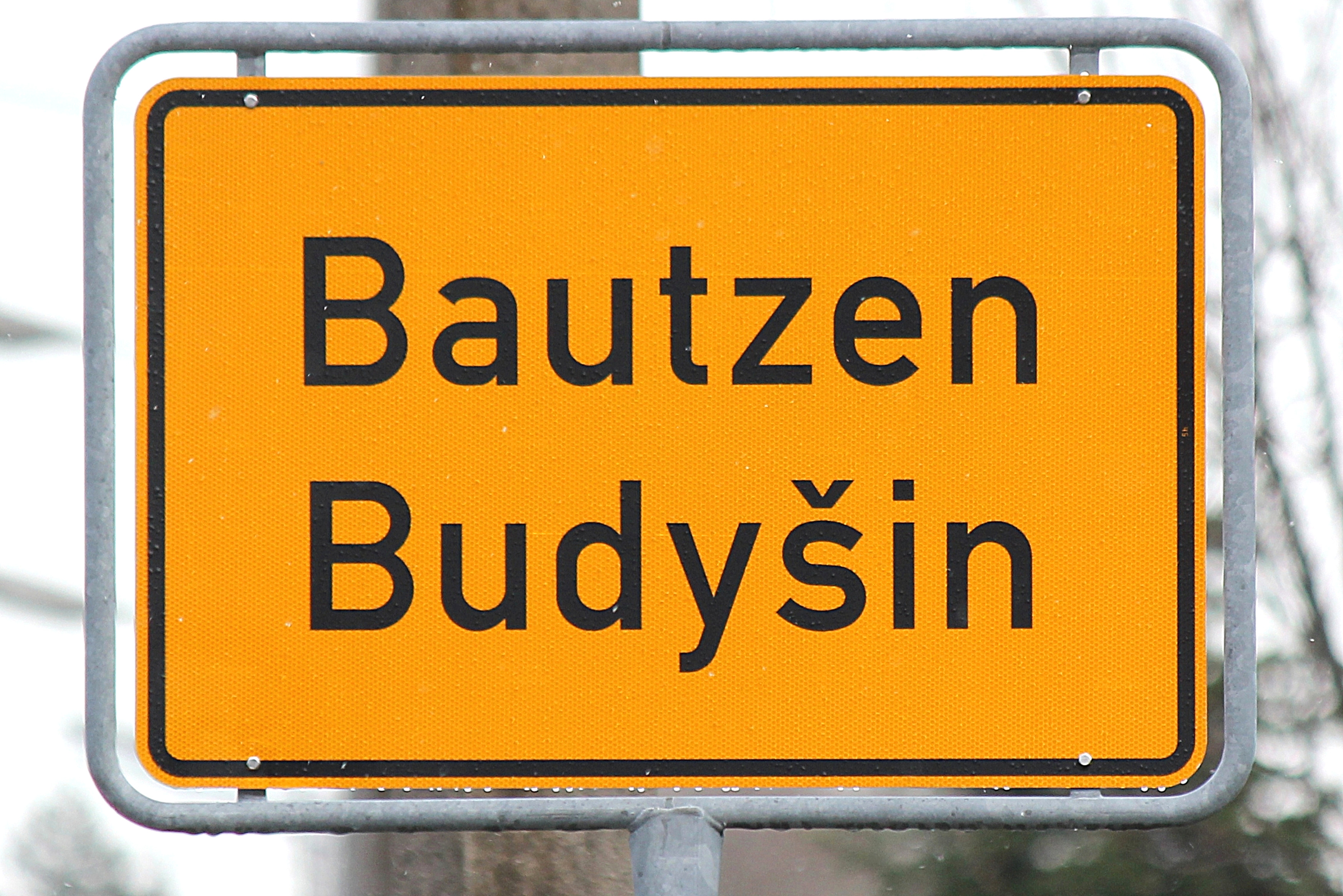
Senyal bilingüe alemany-sòrab a Bautzen.

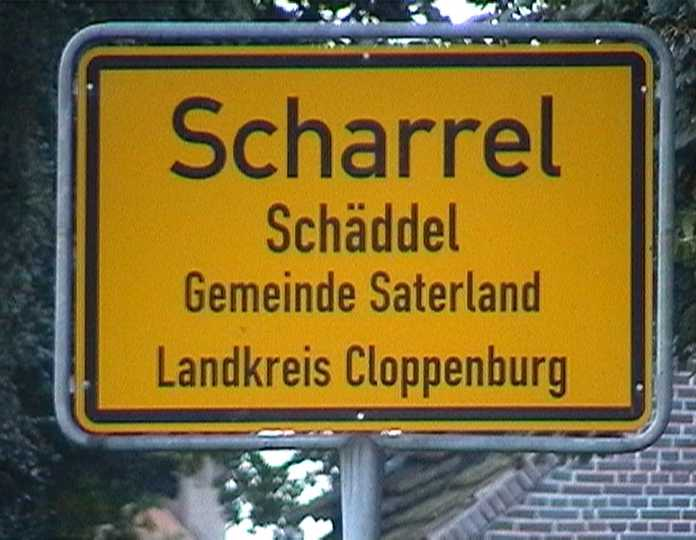
Cartell bilingüe alemany-frisó oriental al Saterland.

A Alemanya, són parcialment bilingües les regions de llengua sóraba al voltant de Cottbus, els municipis frisons del Saterland i les Illes Frisones Orientals i la franja fronterera amb Dinamarca. A la franja fronterera amb Polònia, al voltant de la ciutat de Cottbus, de llengua i cultura sóraba, està implantada la senyalització bilingüe (limitada als senyals de localització). A la zona de llengua frisona oriental, es fa servir la senyalització bilingüe al Saterland (només als senyals d'entrada i sortida de poblat), normalment emprant caràcters de menors dimensions pel que fa als de la denominació oficial en alemany.

### Àustria

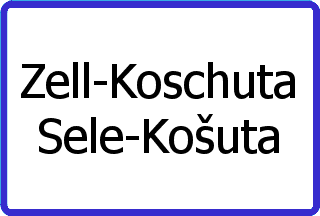
Senyal d'inici de poblat bilingüe (alemany i eslovè) a Caríntia.

A Àustria, la llei sobre la protecció de les minories preveu l'ús de la senyalització bilingüe en les localitats en les quals una minoria lingüística constitueixi almenys el 10% de la població.
És bilingüe la regió de Klagenfurt (Caríntia), originàriament de llengua eslovena, en particular a les àrees rurals. La senyalització bilingüe alemany/eslovè es limita no obstant això a les indicacions de localització (principi i fi de poblat, topònims geogràfics) i ha provocat enceses discussions entre les autoritats locals i les protestes dels moviments polítics nacionalistes (inclòs el govern regional de Caríntia dirigit per Jörg Haider, que s'ha oposat a la mesura), concloses amb una sentència de la Cort Constitucional que ha restablert la senyalització bilingüe (un recent sondeig no oficial ha reflectit que la major part de la població de la regió s'oposa a la senyalització bilingüe).
També la regió d'Eisenstadt (Burgenland), té senyalització bilingüe, en unes parts del Burgenland en alemany i croat i en altres parts en alemany i hongarès. A Burgenland no hi ha discussions polítiques sobre la senyalització bilingüe com a Caríntia.

### Bèlgica

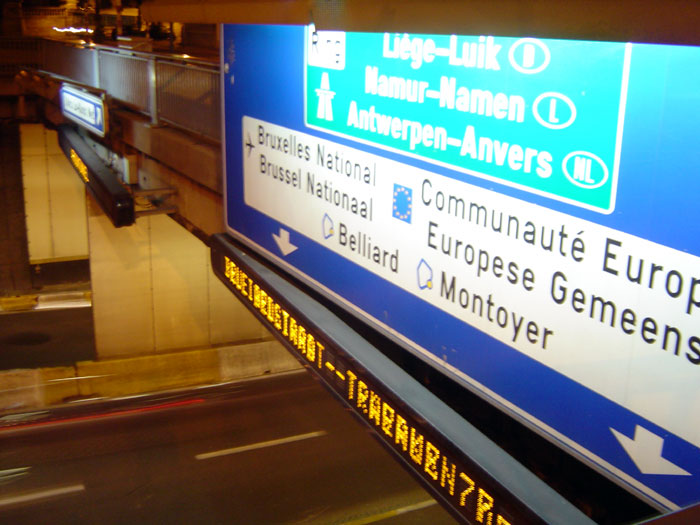
Porxo bilingüe en francès i neerlandès a Brussel·les.

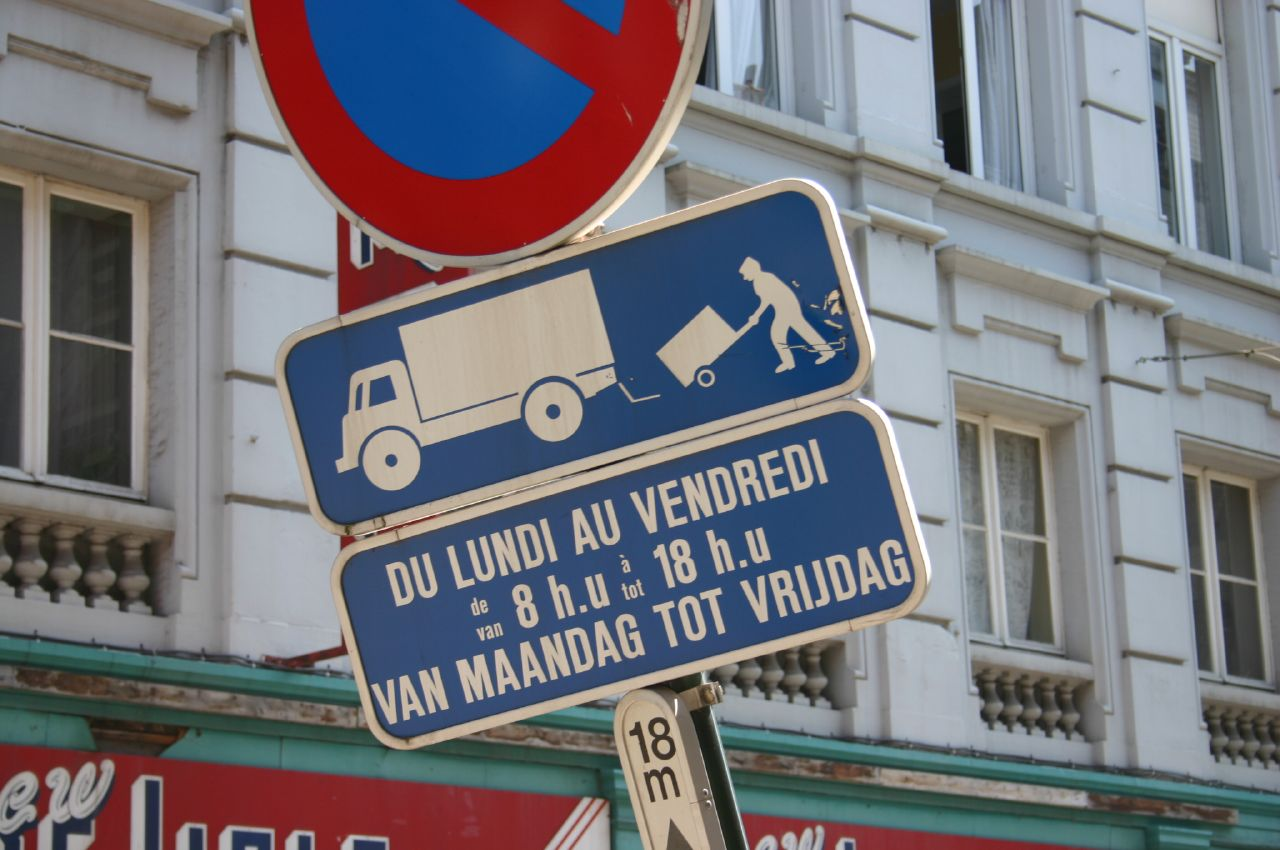
Senyal bilingüe a Brussel·les.

A Bèlgica, és bilingüe (francès/neerlandès) la regió de Brussel·les-Capital, on tots els senyals viaris apareixen en la doble forma lingüística. Les regions de Flandes i de Valònia, en canvi, són respectivament de llengua neerlandesa i francesa, on hi estan escrites els seus respectius senyals unilingües. A la Comunitat Germanòfona de Bèlgica, que s'estén al llarg d'una petita franja fronterera amb Alemanya i Luxemburg al voltant de la ciutat d'Eupen) la llengua oficial és l'alemanya i en ella s'escriuen tots els senyals.

### Grècia

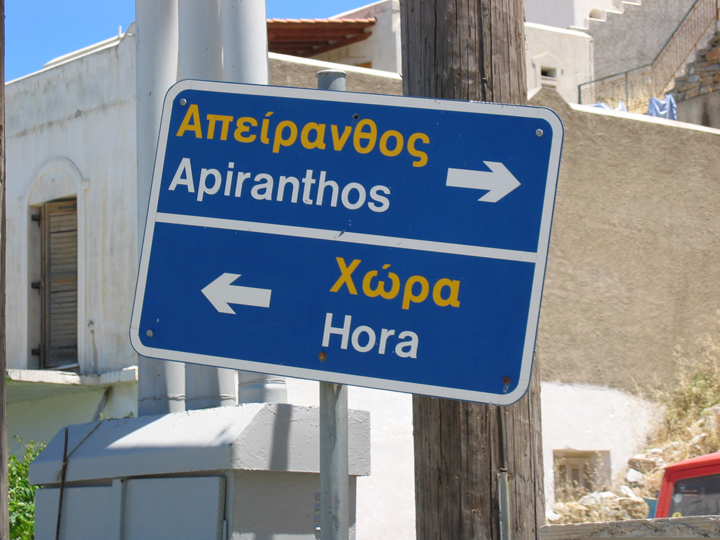
Senyal a l'illa de Naxos, amb el topònim en caràcters grecs i transliterat a l'alfabet llatí

Grècia no té zones oficialment bilingües, però com el grec utilitza un alfabet propi, no llatí, se sol agregar en el mateix senyal la transcripció en caràcters llatins o en anglès (ja sigui en el mateix cartell sota el topònim en grec o en un panell adjacent). A fi de facilitar la distinció sobre fons fosc (p. ex. blau) els textos en caràcters grecs solen tenir color groc i els textos en caràcters llatins color blanc. Sobre fons clar (p. ex. blanc) ambdós tenen color negre. Les informacions complementàries no se solen transcriure a l'alfabet llatí. A les zones rurals és més rar veure senyals amb la transliteració llatina.

### Eslovènia i Croàcia
Eslovènia reconeix la zona bilingüe d'Istria litoral (districte de Koper), on tots els senyals de localització, direcció, noms de carrers i panells complementaris són bilingües en eslovè i italià. A més, està present una zona bilingüe eslovè/hongarès al districte de Lendava/Lendva.
A Croàcia són oficialment bilingües diversos municipis, sobretot costaners o de l'interior més immediat de la Regió Istriana (entre ells Pula, Poreč, Rovinj i Umag), en els quals els senyals de localització, direcció (limitada als topònims bilingües) i les plaques de carrers solen ser bilingües en croat i italià. Molts microtopònims i informacions complementàries només s'indiquen en croat, sobretot a l'interior. A Rijeka i a Dalmàcia la senyalització és exclusivament en croat.

### Polònia

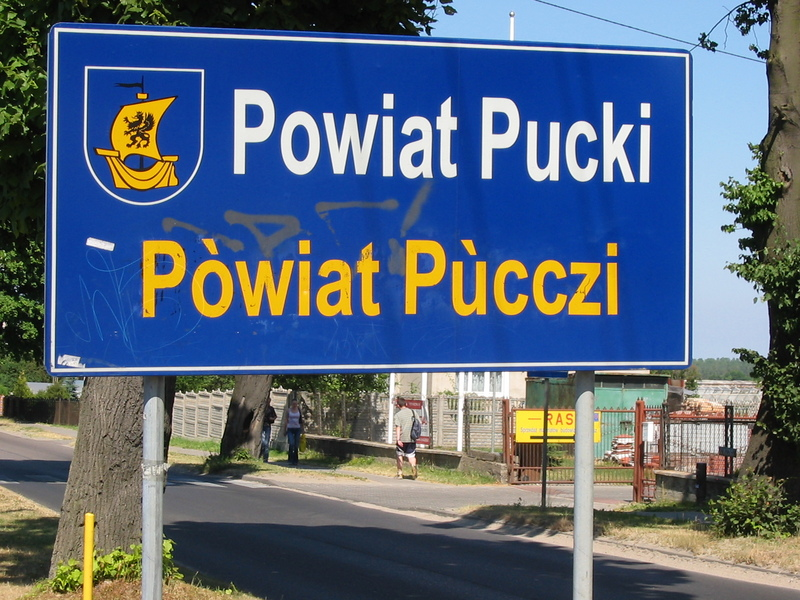
Cartell bilingüe polonès-caixubi de límit de districte a Puck (Pomerània).

A Polònia es fa servir la senyalització bilingüe (limitada a les indicacions de localització) a les zones de parla caixubi de Pomerània.

### Finlàndia

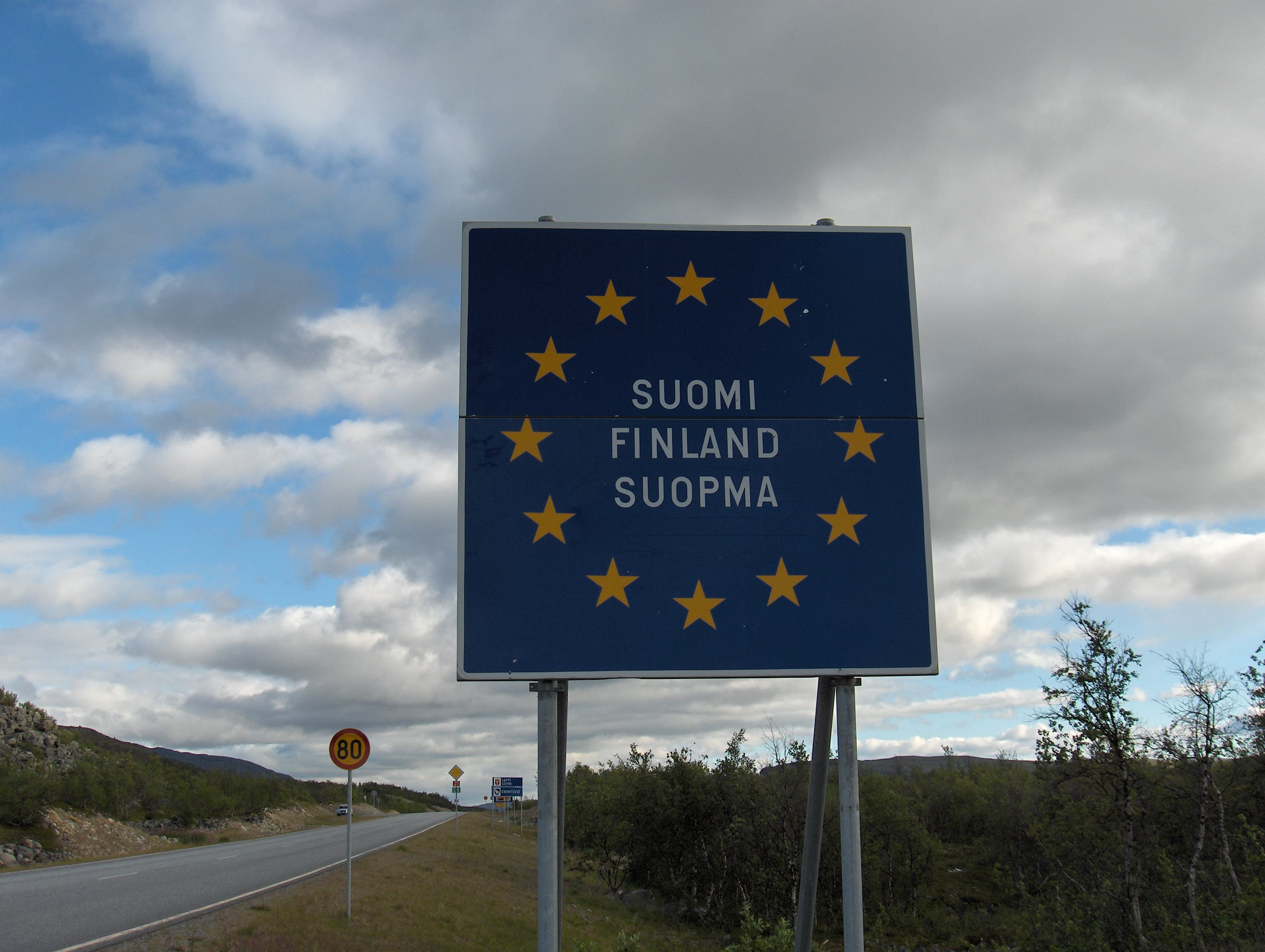
Senyal trilingüe (finlandès, suec i sami) que marca la frontera finlandesa vora de Kilpisjärvi, a Lapònia.

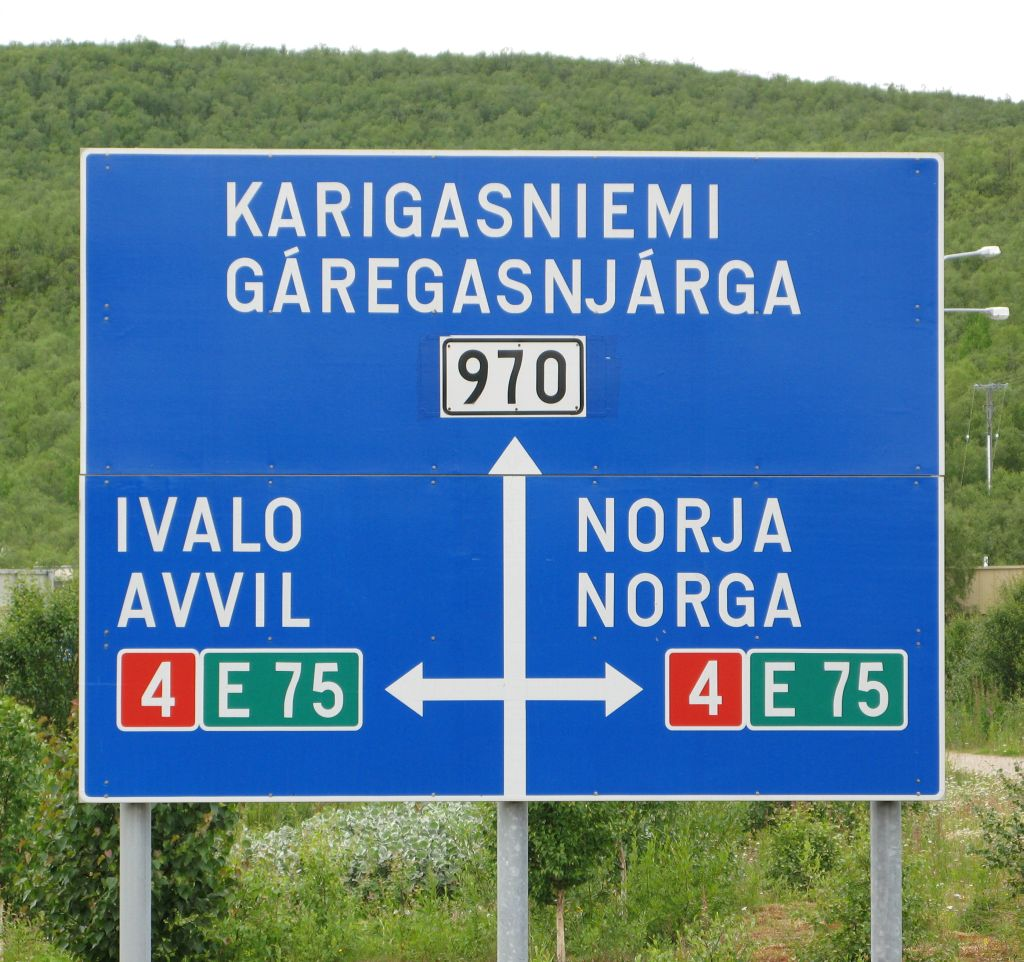
Senyalització bilingüe en finlandès i en sami a Utsjoki, a Lapònia.

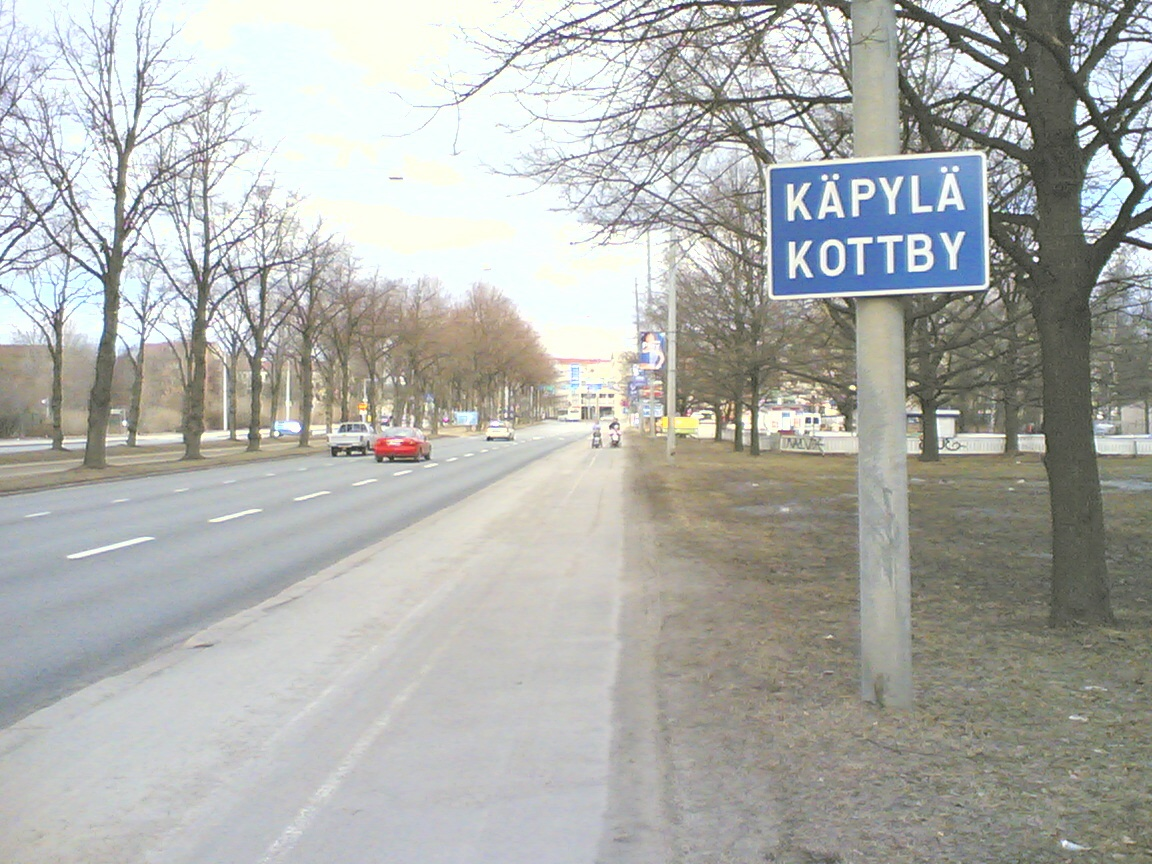
Un senyal bilingüe a l'entrada de Käpylä, un barri de Hèlsinki.

A Finlàndia, aproximadament el 6% de la població parla el suec. Aquest país posseïx una de les legislacions europees més evolucionades en matèria lingüística. Els municipis de Finlàndia poden ser oficialment de llengua finlandesa, de llengua sueca o bilingües. Les categories s'estableixen així:
- Municipis amb una minoria sueca de menys del 8% i menys de 3.000 habitants: oficialment de llengua finlandesa.
- Municipis amb una minoria sueca de més del 8% o de més de 3.000 habitants: oficialment bilingües.
- Municipis amb una minoria finlandesa de menys del 8% i menys de 3.000 habitants: oficialment de llengua sueca.
- Municipis de les illes Åland: per llei, la llengua oficial és el suec.

A les localitats classificades com a bilingües, principalment en la regió d'Ostrobotnia i al llarg de la costa suroccidental del país (inclosa la capital, Hèlsinki), la toponímia oficial apareix generalment en la doble forma finlandès/suec i tota la senyalització és bilingüe (inclosa la xarxa d'autopistes). La llengua majoritària decideix la posició en la qual es col·loquen les inscripcions (una majoria lingüística finlandesa implica que la indicació situada més amunt sigui la finlandesa i a l'inrevés).
A l'arxipèlag de les illes Åland i en els municipis continentals de Korsnäs, Larsmo i Närpes, l'única llengua oficial és el suec i, com a tal, és l'única llengua que s'empra en la senyalització.
Al nord del país, a Lapònia, les indicacions de localització són en finlandès i en una de les llengües sami que es parlen a la regió.

### Malta
L'illa de Malta és oficialment bilingüe anglès-maltès. No obstant això, la senyalització viària és unilingüe i utilitza l'anglès per a tots els textos complementaris dels senyals, si bé els topònims venen en la denominació local maltesa.

### Suïssa

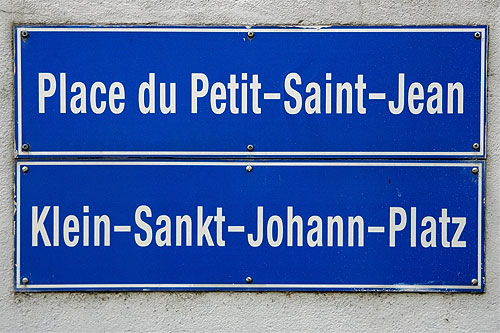
Placa d'una plaça de Friburg (Suïssa), en alemany i francès.

A Suïssa es parlen oficialment 4 llengües i algunes regions de transició són bilingües en francès i alemany. La senyalització viària normalment ve indicada en la llengua principal del lloc però passa a ser bilingüe als llocs on hi hagi una minoria lingüística d'almenys el 30% dels habitants. Al cantó dels Grisons les indicacions complementàries solen estar en alemany (llevat del senyal de límit de velocitat que també presenta la versió en romanx: limita generala) mentre que les indicacions microtoponímiques sovint estan en romanx (i en alemany la denominació de les localitats majors).

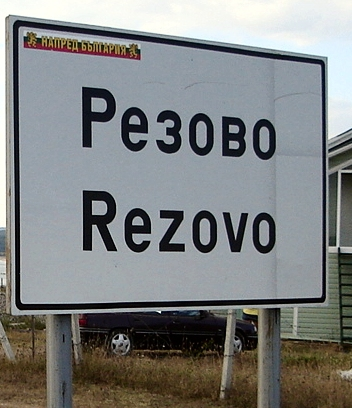
Senyal amb transliteració llatina a Bulgària.

### Sèrbia, Bulgària i Macedònia
Als països eslaus que utilitzen caràcters ciríl·lics les indicacions viàries dels itineraris principals normalment es transliteren a caràcters llatins. Alguns senyales com el de STOP es passen a grafia ciríl·lica (CTOΠ).

## Senyalització viària bilingüe en la resta del món

### Rússia
A Rússia, com a molts altres països que utilitzen alfabets no llatins, la senyalització d'indicació dels itineraris principals i turístics sol mostrar la seva corresponent transliteració a caràcters llatins als topònims en caràcters ciríl·lics.

### Israel

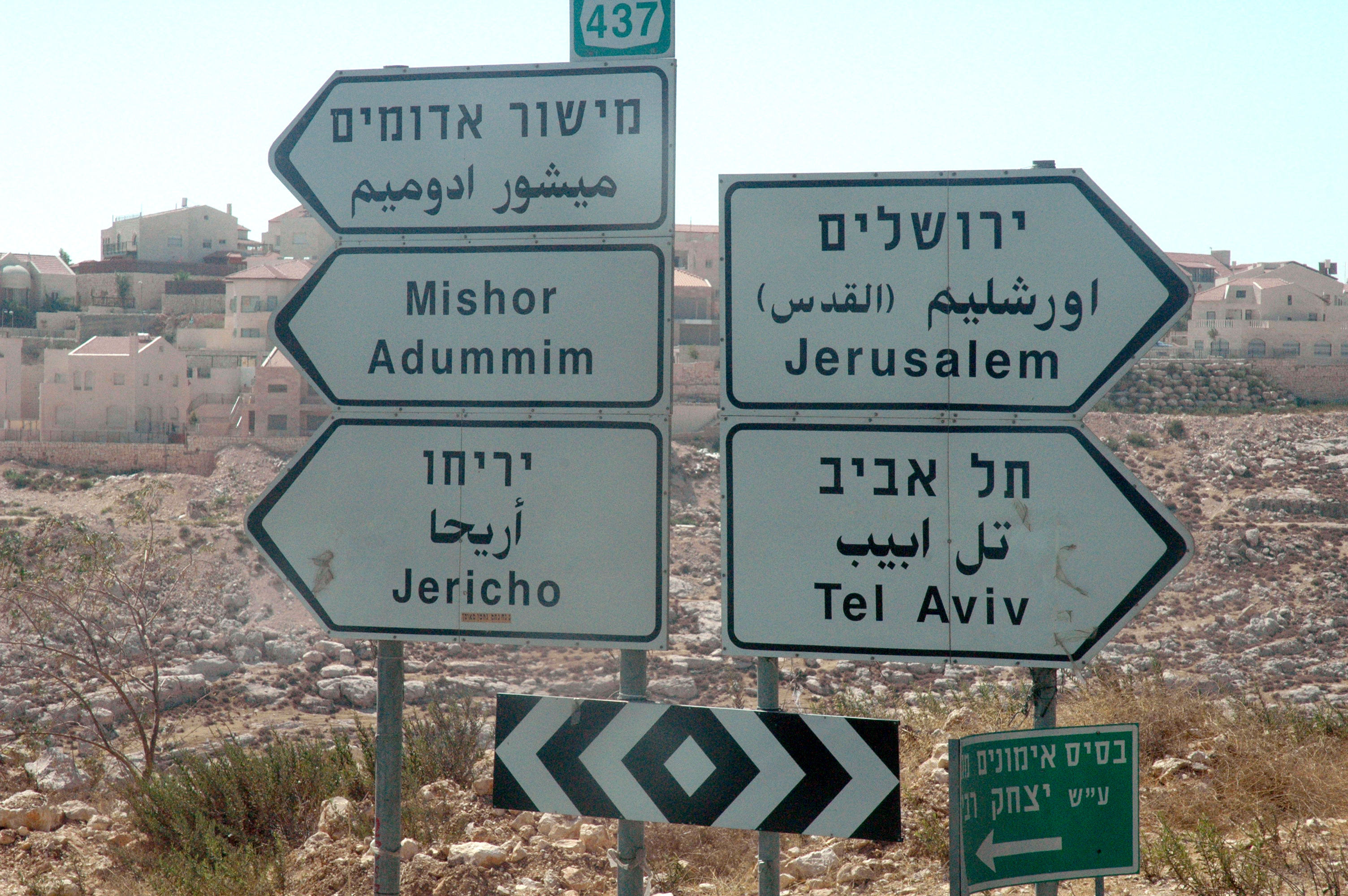
Grup de senyals a Israel.

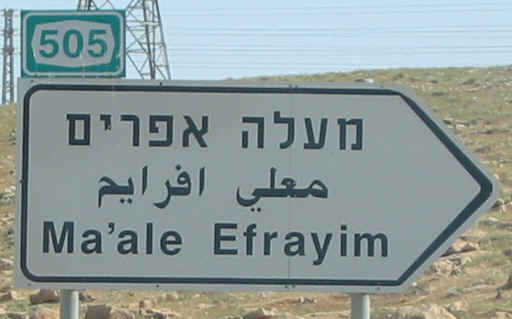
Cartell trilingüe hebreu/àrab/anglès a Israel.

A Israel, els senyals reprodueixen habitualment les indicacions en hebreu i en caràcters llatins (normalment segons la toponímia anglesa). En les zones amb presència àrab o confrontants amb els Territoris Palestins també s'usen cartells trilingües: en hebreu, en àrab i en l'alfabet llatí, generalment en llengua anglesa.

### Qatar i els Emirats Àrabs Units

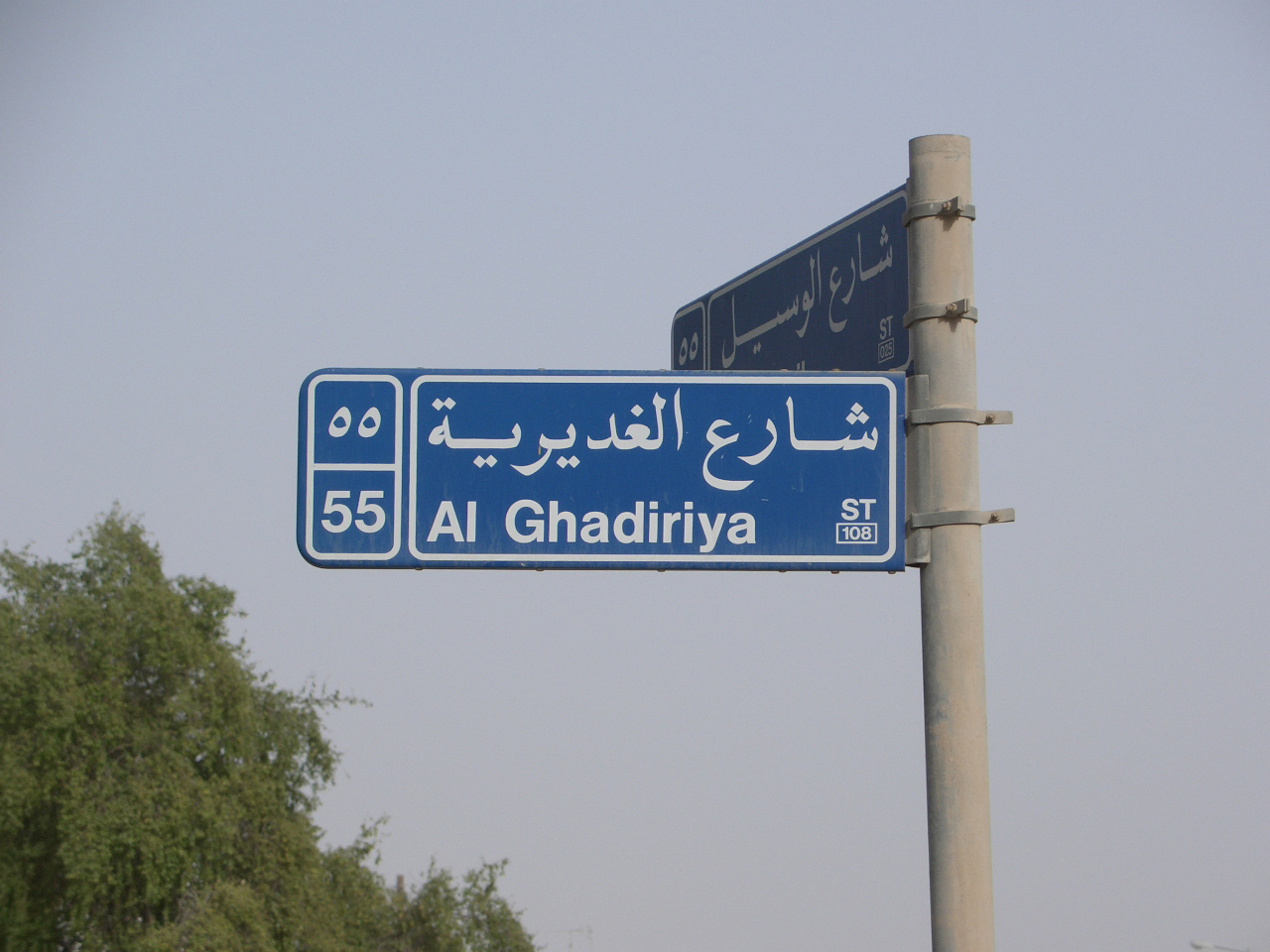
Senyal bilingüe a Doha (Qatar).

Ambdós països, a causa de la reduïda dimensió i el notable nivell de riquesa, presenten en la seva xarxa viària principal una senyalització moderna de tipus occidental i estàndard europeu, basada principalment en el model anglès. La llengua oficial allí és l'àrab, però les indicacions duen també la transliteració a caràcters occidentals (en anglès per als textos). L'ordre utilitzat sol ser àrab/anglès i en cas d'una col·locació horitzontal (ambdues inscripcions una al costat d'una altra, en la mateixa línia), l'ordre que es fa servir és anglès/àrab (l'àrab té una direcció d'escriptura i lectura inversa respecte a les llengües occidentals), amb un resultat molt clar, gràcies en part a la notable diferència visual entre els dos alfabets.

### Tunísia, Algèria i Marroc

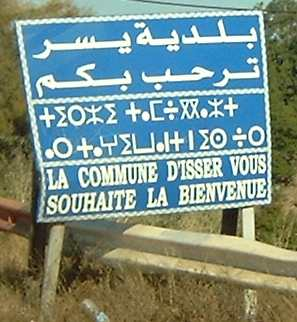
Cartell de benvinguda del municipi d'Isser a la Cabília (Algèria), en àrab, amazic (en alfabet tifinag) i francès.

A Tunísia, Algèria i Marroc, països que van estar sota domini francès, i en els quals avui és oficial l'àrab, el bilingüisme de facto és encara particularment extens i tolerat i, fins i tot amb les degudes diferències, els senyals d'indicació i localització dels principals itineraris i de les zones turístiques i urbanitzades segueixen els models europeus i presenten la doble forma en àrab i francès (en el cas de topònims menors, normalment ve sota la forma de transliteració afrancesada), així com és bilingüe la denominació dels carrers.
Els senyals internacionals que normalment presenten caràcters llatins (Stop, P) són acompanyades per la seva corresponent traducció a l'àrab (قف/STOP). Les informacions complementàries s'indiquen, en canvi, exclusivament en àrab, en particular en les regions interiors.
Cal tenir en compte que, si bé l'àrab és la llengua oficial, en aquests països (sobretot Algèria i Marroc) encara és molt freqüent l'ús de l'amazic, i des de fa temps els seus parlants tracten d'aconseguir el reconeixement oficial de la seva llengua. Entre les nombroses reivindicacions està la de la introducció d'una senyalització bilingüe que inclogui l'amazic, però de moment les autoritats estatals s'oposen a aquestes reivindicacions. Només a la Cabília, una regió d'Algèria on els amazics lluiten amb particular vigor, molts municipis han pres la iniciativa de posar senyals plurilingües que inclouen l'amazic, que són tolerades oficialment.

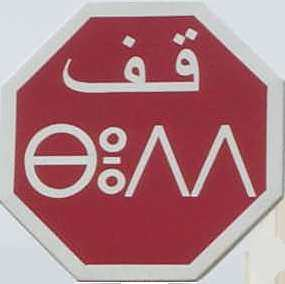
Senyal de stop a Nador, en àrab i amazic. Va aparèixer el 29-4-2003, va desaparèixer a la nit.

 Diferent és la situació al Marroc. Quan, a començaments de 2003, l'IRCAM (Institut Reial de Cultura Amaziga) decideix adoptar oficialment l'alfabet tifinag per introduir l'amazic a les escoles, el municipi de Nador, localitat amazigòfona del Rif, decideix, el 29 d'abril de 2003, introduir un senyal local amb inscripcions en amazic, amb caràcters tifinag. La decisió només va durar unes poques hores: immediatament el ministre de l'interior Mustafá Sahel va invalidar la decisió del consell municipal i va donar l'ordre de reemplaçar tots els cartells bilingües que es van col·locar en aquella ciutat.

### Japó

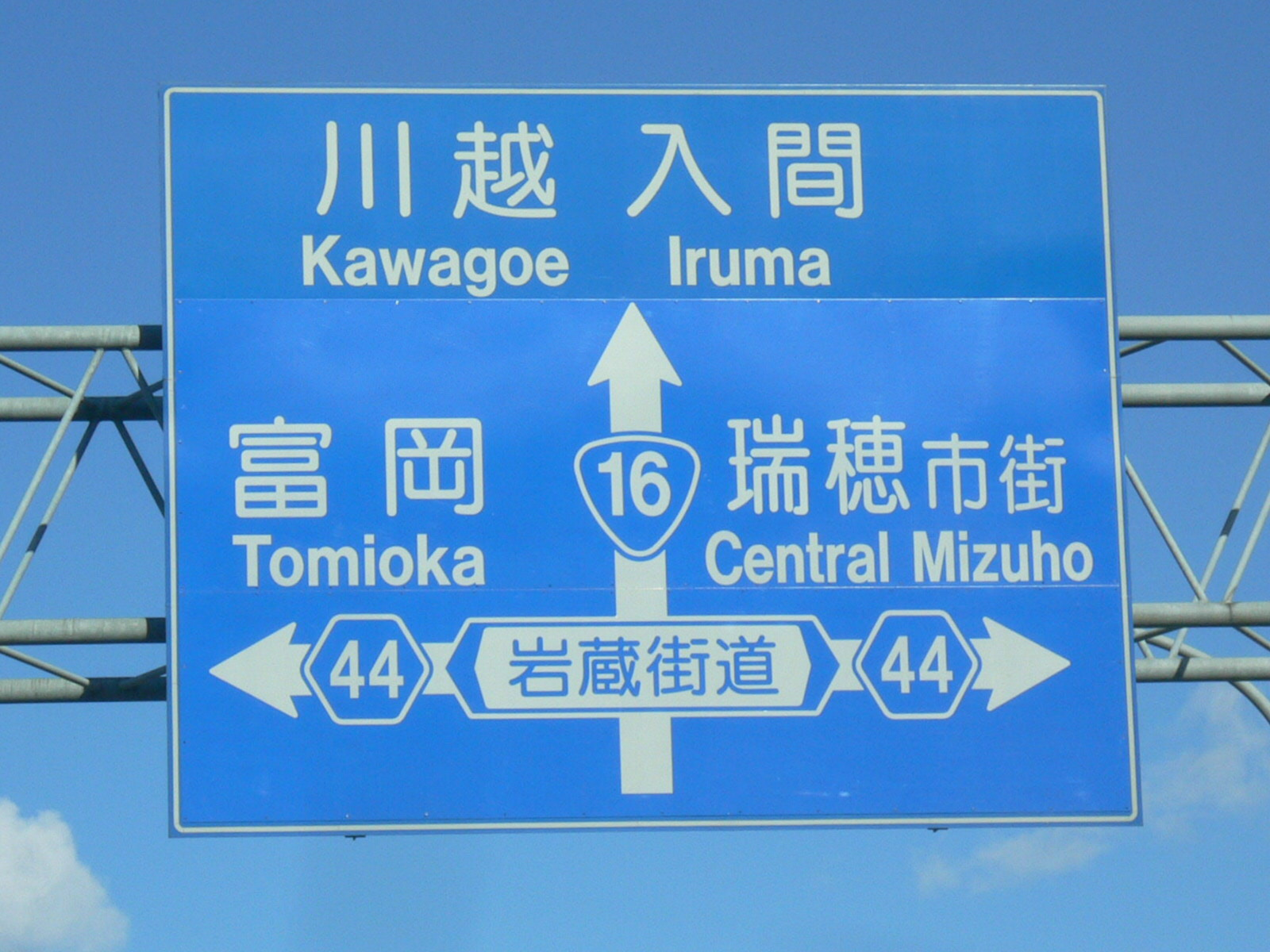
Senyal de trànsit japonesa.

Japó no té regions bilingües (llevat de la base militar americana d'Okinawa i les zones d'idioma ainu) però, ja que el japonès utilitza caràcters propis (ideograma), les indicacions de direcció i els topònims generalment es repeteixen transliterats a caràcters llatins (en anglès quan es tracta de texts complementaris).

### Xina

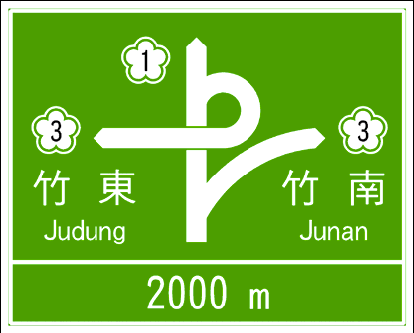
Cartell de presenyalització d'intersecció a Taiwan.

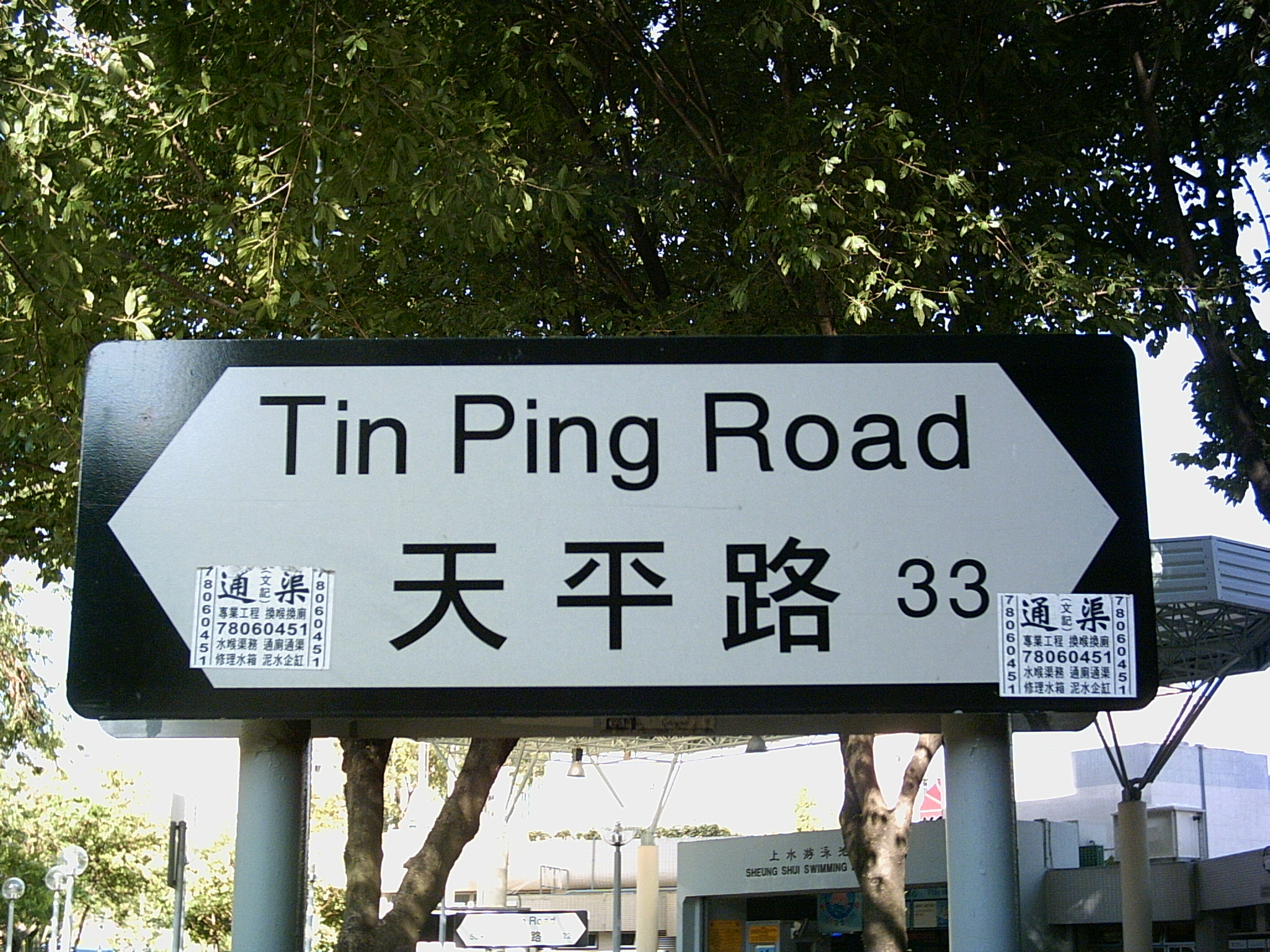
Senyal bilingüe a un carrer de Hong Kong.

A la Xina es parla un nombre molt elevat de llengües locals, però el fet d'utilitzar una escriptura ideogramática no basada en la pronunciació sinó en el significat, fa que els textos siguin comprensibles fins i tot en contextos lingüísticament diferents, fent innecessari l'ocupació de la senyalització bilingüe. Amb el desenvolupament del comerç internacional i la creixent motorització del país, comencen a aparèixer cartells amb indicacions transliterades a caràcters llatins als itineraris principals de les principals metròpolis xineses (Shanghai, per exemple).
La senyalització bilingüe en anglès i xinès es fa servir àmpliament a Hong Kong, expossessió britànica on la presència d'estrangers està fortament consolidada. La senyalització encara utilitza els estàndards britànics i la llengua anglesa precedeix a la xinesa en les indicacions.
A Taiwan la senyalització viària dels itineraris principals normalment es translitera a caràcters llatins (amb eventuals textos en anglès), mentre que els textos complementaris només s'escriuen en xinès. El senyal de STOP presenta la inscripció solament en xinès (rares vegades acompanyada per un panell complementari sota amb la seva corresponent transliteració).

### Nova Zelanda
A Nova Zelanda són oficials l'anglès i el maorí (idioma parlat per prop del 4% de la població). Mentre que totes les administracions i serveis públics estan dotant-se d'una denominació i senyalització bilingüe, en el camp viari la tendència és actualment la reduir al mínim l'ocupació de la senyalització bilingüe per a garantir una millor llegibilitat dels senyals. La senyalització és, en la majoria dels casos, unilingüe en anglès i només és bilingüe en les àrees més importants d'interès cultural.

### Canadà

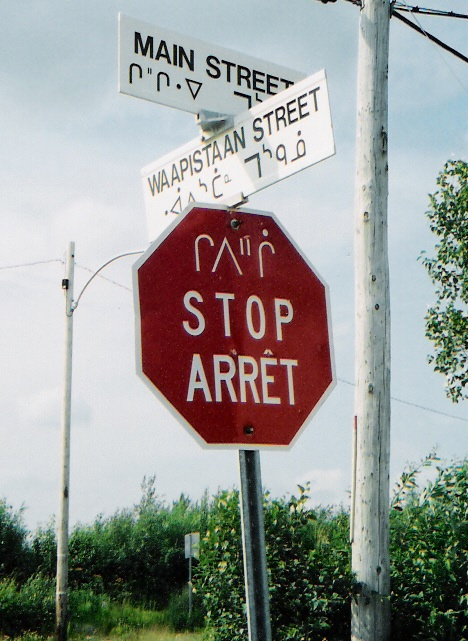
Senyalització vial en cree, anglès i francès, a Mistissini (Canadà).

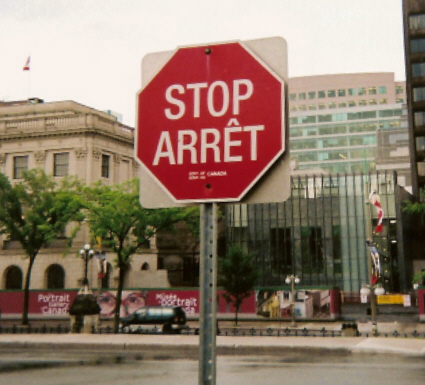
Senyal de STOP bilingüe a Ottawa.

#### Llengües oficials
Al Canadà, la senyalització bilingüe francès/anglès és normativa a Nova Brunswick i a algunes localitats d'Ontario i de Manitoba, així com prop de les zones de transició entre majories lingüístiques i en les carreteres principals de tota la nació llevat a Quebec, on totes les indicacions figuren únicament en francès. La regió de la capital Ottawa és simbòlicament bilingüe des de 2002, tant al nivell de serveis com de senyalització urbana (noms de carrers i alguns senyals de carreteres), àdhuc sent l'anglès la llengua dominant en la població (hi ha aproximadament un 32% de francòfons) i àdhuc tractant-se d'una regió històricament anglòfona. Per contra, la província de Quebec és oficialment francòfona i la seva toponímia no utilitza més que el francès, fins i tot per a les informacions complementàries. Aquí, els senyals d'estop es converteixen en senyals d'ARRÊT, doncs l'ocupació de STOP en francès, que data de 1927, és percebut allí com un anglicisme, al contrari que en altres països francòfons.

#### Llengües ameríndies

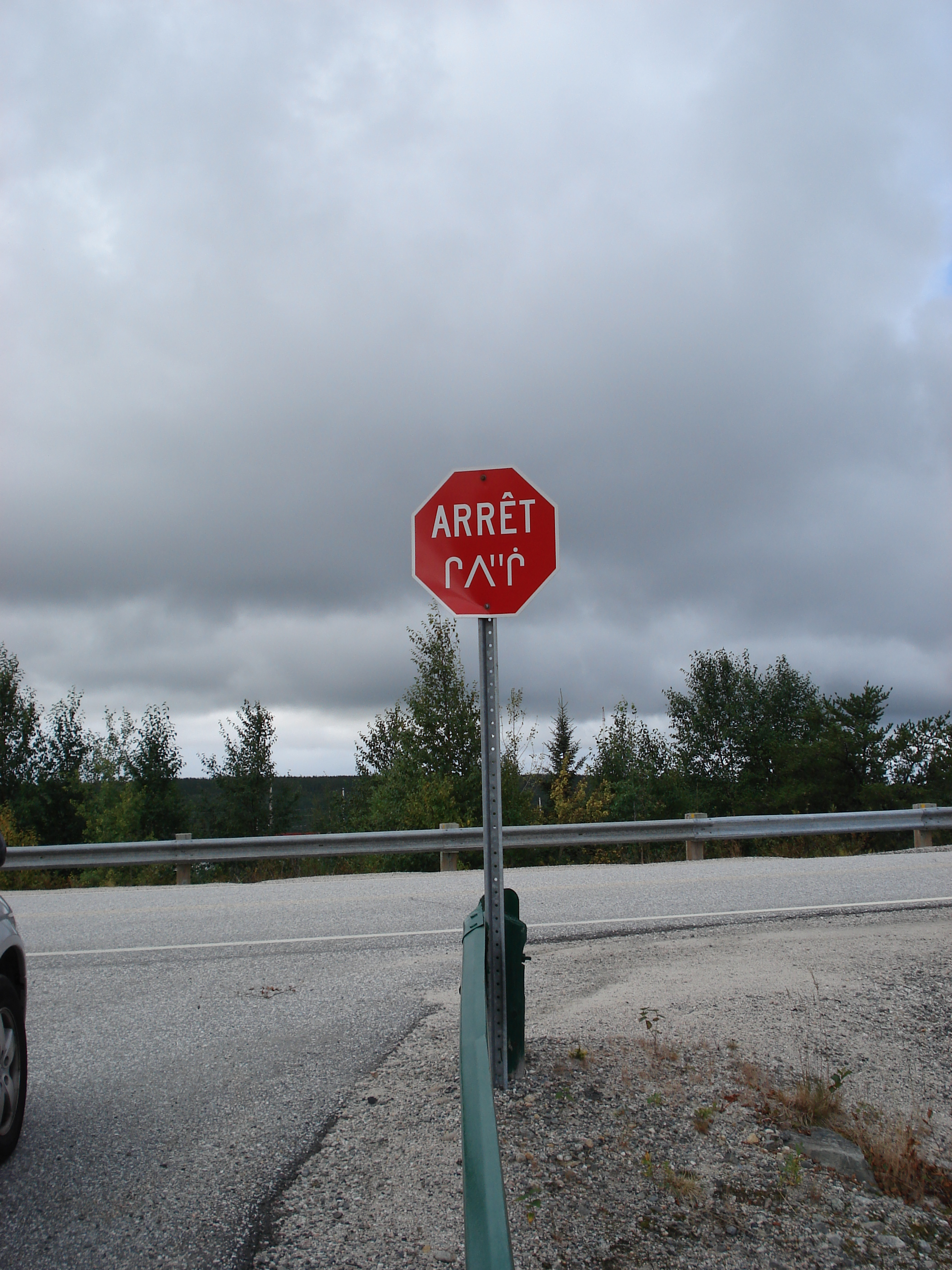
Senyalització bilingüe a la badia de James (francès/inuit) a Quebec

Al territori de Nunavut, al nord del Canadà, la senyalització urbana a la capital Iqaluit es mostra en inuktitut, francès i anglès.
En la comunitat amerindia Huron-Wendat, situada prop de la Ciutat de Quebec, els senyals de tràfic bilingües són en francès i en wendat, inclòs el senyal de STOP, que indica ARRÊT/SETEN.
En la comunitat ameríndia cree de Mistissini, la senyalització viària és en cree, anglès i francès. Al llarg de la badia de James, a la regió de Nord-du-Québec, els senyals de tràfic són bilingües francès/inuit.

### Estats Units

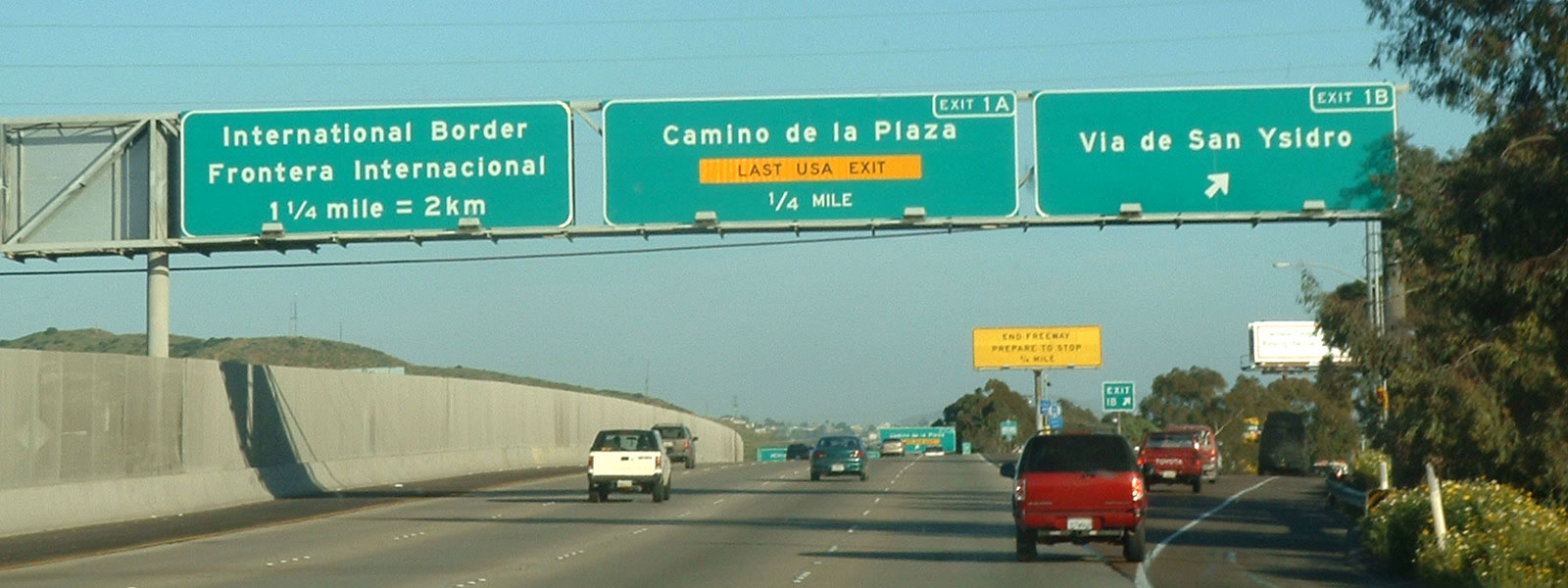
Senyalització bilingüe en la I-5 estatunidenca, en el tram final, a l'altura de San Ysidro (Califòrnia).

Als Estats Units, l'anglès és l'única llengua oficial de les administracions públiques. En alguns estats (Florida, Califòrnia, Nou Mèxic), no obstant això, la presència d'origen hispànic és particularment notòria i determina un bilingüisme anglès/espanyol de facto. A diferència d'algunes indicacions públiques i de seguretat que sovint són bilingües fins i tot on la presència hispànica és menor (Nova York o Chicago), la senyalització viària no és bilingüe sinó que sempre està exclusivament en anglès (excepte els topònims d'algunes regions, que estan en castellà), amb una ocupació a més notablement reduït dels pictogrames en els senyals complementaris i la preferència pel text escrit (causa de l'àmplia difusió internacional de l'anglès).
Constitueixen una excepció els últims trams de les carreteres principals que conduïxen a Mèxic (sobre la base dels acords NAFTA) on apareixen senyals de STOP bilingües (STOP/ALTO), per exemple. En les regions originàriament de llengua francesa (Louisiana) o amb forta presència germànica (Pennsilvània) la indicació bilingüe es limita a les plaques dels carrers del centre històric d'algunes ciutats i constitueix una iniciativa predominantment turística sense caràcter d'oficialitat.

## Senyalització plurilingüe d'orientació i seguretat
Independentment del status lingüístic d'un territori, sovint es fa servir la senyalització plurilingüe en llocs de gran trànsit o fronterers, als voltants de seus d'institucions internacionals i en presència d'un elevat nombre de parlants d'un determinat idioma. A diferència de la senyalització viària, que ha de respectar estàndards internacionals i nacionals i revesteix caràcter d'oficialitat, les altres tipologies de senyalització generalment no esán normalitzades (llevat de la senyalització de seguretat).

### Senyalització turística i d'orientació

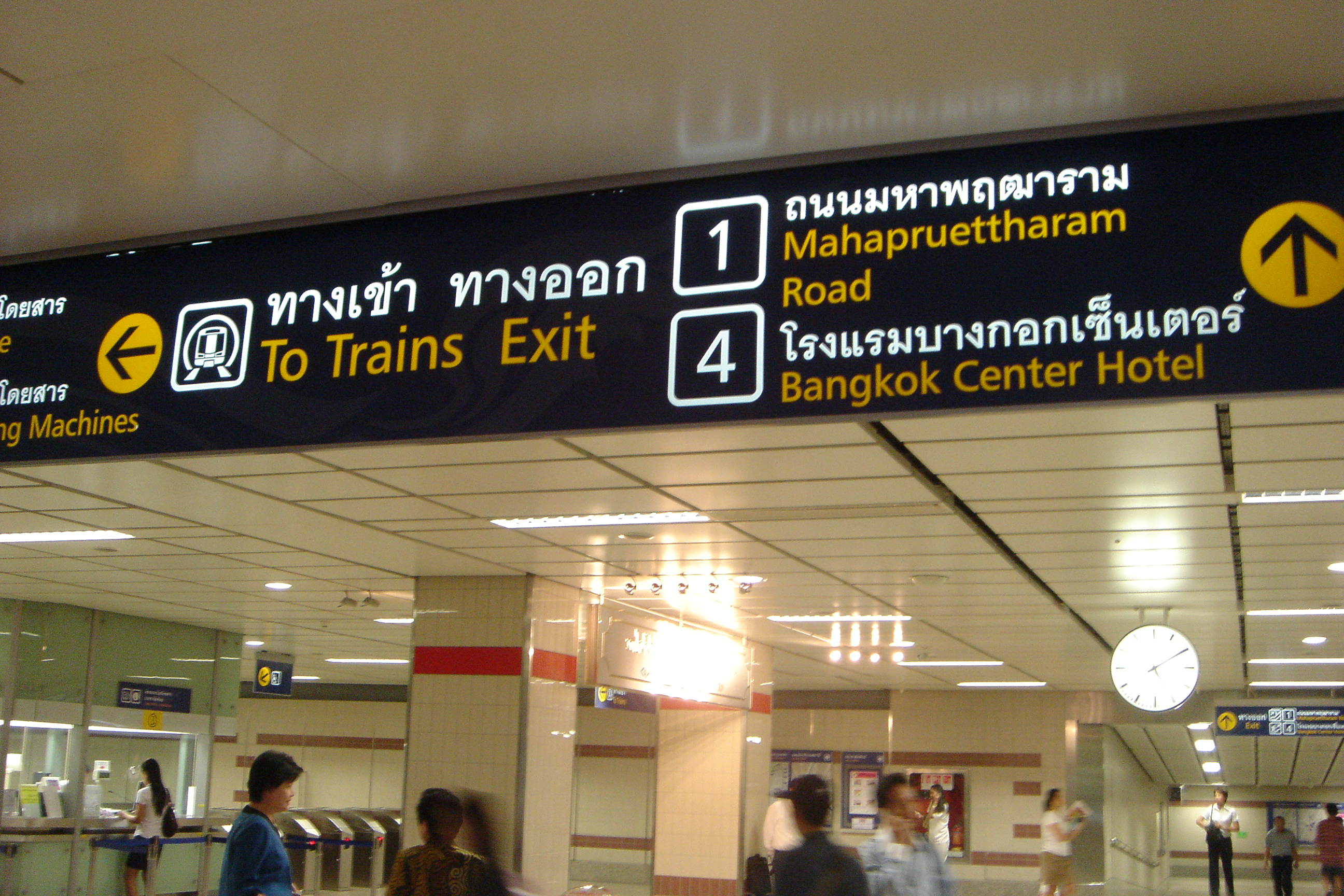
Signes bilingües tailandès/anglès al metro de Bangkok (Tailàndia).

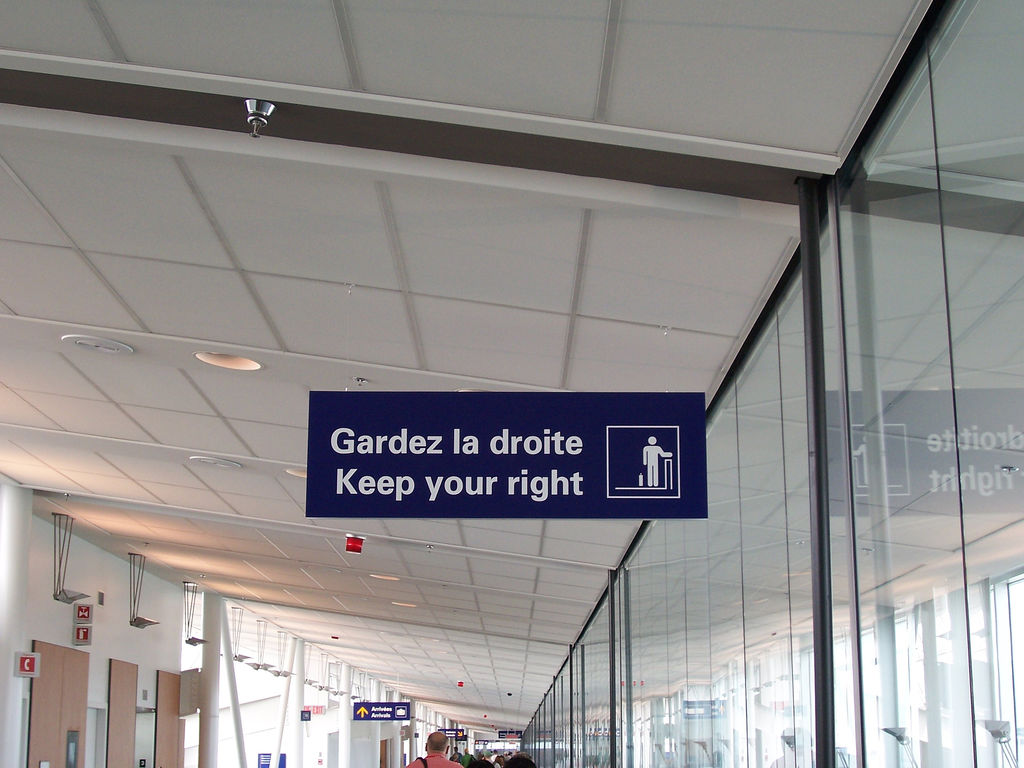
Cartell bilingüe francès i anglès a l'Aeroport Internacional Pierre Elliott Trudeau de Montreal (Canadà).

La senyalització plurilingüe d'orientació (no vial) se sol col·locar en els llocs de gran trànsit (fins i tot fora dels territoris en els quals regeix el bilingüisme). Encara no estant regulada ni normalitzada presenta les següents característiques:
- Aeroports, estacions ferroviàries i ports: constituïxen els llocs dotats del major caràcter de "internacionalitat". S'empren pictogrames fàcilment comprensibles, textos en l'idioma nacional, seguits (de vegades amb un tipus de lletra diferent o en cursiva) per la seva versió en anglès i de vegades en altres llengües (a Europa usualment francès, alemany o espanyol).

Així, en la nova estació marítima de Marsella la senyalització d'orientació està completament en francès i àrab (el moviment de passatgers cap a Algèria i Tunísia constituïx el 50% del trànsit total).
- Estacions de metro, mitjans de transport públic, serveis públics urbans, hospitals, oficines públiques, grans centres comercials: està en augment a les àrees metropolitanes el nombre de serveis públics de transport que empren indicacions bilingües. Normalment es fa servir l'idioma local seguida pel text en anglès (o en altres llengües parlades per la major part dels usuaris) amb un caràcter diferent (generalment en cursives);
- Llocs fronterers: les informacions ofertes en més d'una llengua (normalment les dels països fronterers, a més de l'anglès) són principalment de caràcter administratiu;
- Llocs amb una elevada presència turística: les indicacions normalment respecten la procedència dels principals fluxos turístics, el que implica un notable grau d'heterogeneïtat de la senyalització.

A la Unió Europea, les seus de les institucions comunitàries solen adoptar les versions en anglès, francès i alemany (de fet, les llengües de treball de la institució) o bé la successió alfabètica de totes les 20 llengües oficials de la Unió (en detriment de la immediata comprensió de la indicació).

### Senyalització de seguretat
La senyalització de seguretat hauria de respectar les indicacions contingudes en la norma ISO 7010:2003 (Graphical symbols - Safety colours and safety signs - Safety signs used in workplaces and public areas) però les normatives variades que existeixen a nivell nacional no sempre en resulten homogènies i conformes. Aquesta norma preveu l'ocupació prioritària de pictogrames, eventualment acompanyats per breus textos descriptius en l'idioma nacional. A més, en les situacions en què regeix el bilingüisme jurídic (on les indicacions apareixen en les llengües oficials) la mateixa informació a vegades ve repetida en anglès o en les llengües de major procedència dels treballadors. A les zones amb una elevada presència hispànica dels Estats Units, a les activitats laborals sovint es fa servir una senyalització de seguretat que reproduïx els textos en anglès i espanyol (als Estats Units l'ocupació de pictogrames no està molt estesa).